# Dictadura de la manipulación

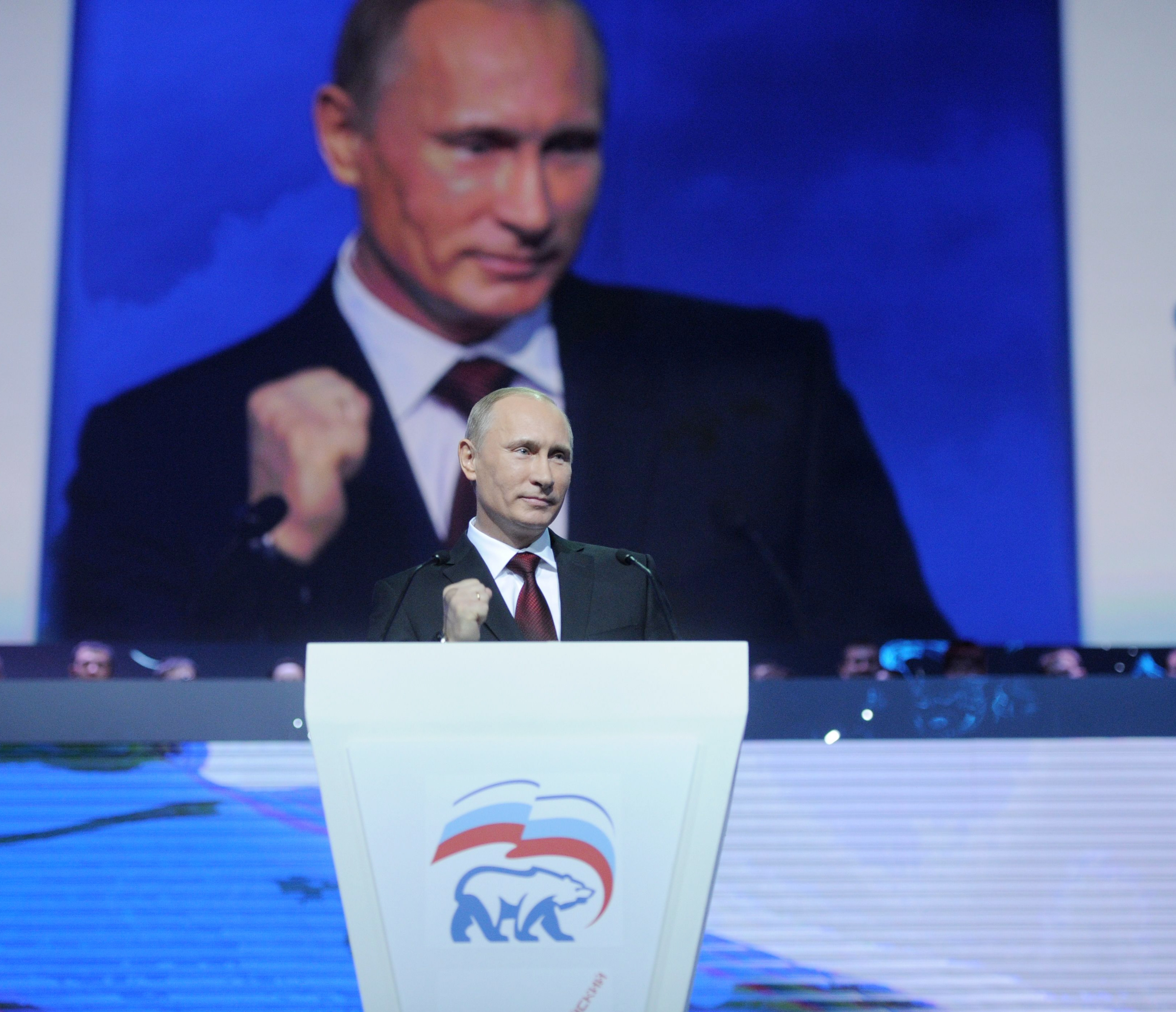
Vladímir Putin pronunciando un discurso en el congreso de 2011 de su partido Rusia Unida.

Dictadura de la manipulación (traducción al español del término inglés spin dictatorship) es un concepto acuñado por Serguéi Guríev y Daniel Treisman para definir a las «nuevas dictaduras» surgidas a finales del siglo XX y que en lo que va de siglo XXI se han convertido en el tipo dominante frente a las «dictaduras del miedo» (fear dictatorship), el modelo «clásico» del siglo pasado. Lo que las distingue de estas últimas es que los dictadores no recurren (con preferencia) a la coerción para mantenerse en el poder, sino que «distorsionan la información para aumentar su popularidad entre el público general y utilizan esa popularidad para consolidar el control político, a la vez que fingen ser democráticos, evitan o al menos camuflan la represión violenta e incorporan a sus países al mundo exterior». Anteriormente Guríev y Treisman habían utilizado el término autocracia de la información (informational autocracy) para referirse a este tipo de dictaduras.
El político peruano Manuel Dammert acuñó en 2001 el término «imagocracia» para referirse al estilo de gobierno de Alberto Fujimori en Perú. Según Olivier Dabène, «Fujimori es un maestro en el arte de la puesta en escena de la acción política. Durante diez años, no pasa una semana sin que inaugure una escuela o un ambulatorio en una zona montañosa alejada, vestido con el poncho tradicional de la región. Las cámaras de televisión son fieles a la cita para retransmitir esta teatralización del presidente en acción».
Aunque se puede encontrar algún antecedente en el pasado como el tirano ateniense Pisístrato o el emperador francés Napoleón III, Guríev y Treisman señalan entre los «dictadores de la manipulación» a los siguientes gobernantes: Lee Kuan Yew, que gobernó Singapur entre 1959 y 1990, al que consideran el «pionero» de estas «nuevas dictaduras» y cuyo modelo fue continuado por sus sucesores Goh Chok Tong (1990-2004), Lee Hsien Loong (2004-2024) y Lawrence Wong (desde 2024); Mahathir Mohamad (1981-2003) en Malasia y sus sucesores, Abdullah Ahmad Badawi (2003-2009) y Najib Razak (2009-2018); Nursultán Nazarbáyev (1992-2019) en Kazajistán;  Hugo Chávez (1999-2013) y su sucesor Nicolás Maduro (desde 2013) en Venezuela; Recep Tayyip Erdogan (desde 2003) en Turquía; Viktor Orbán (desde 2010) en Hungría; Vladímir Putin (desde 2000) en Rusia; Rafael Correa (2007-2017) en Ecuador y Alberto Fujimori (1992-2000), otro de los pioneros junto con Lee Kuan Yew, en Perú. «Algunos de estos líderes heredaron sistemas más o menos democráticos y los convirtieron en dictaduras de la manipulación. Otros no necesitaron hacerlo», advierten Guríev y Treisman.
Más recientemente (2024) el historiador Steven Forti ha propuesto el término autocracia electoral para referirse a este tipo de dictaduras que mantienen la apariencia democrática y cuyo modelo principal sería, según Forti, la de Viktor Orbán. En su listado de gobernantes que responderían a esta definición incluye también a Nayib Bukele, presidente de El Salvador desde 2019, y a Jarosław Kaczyński, líder del PiS, partido que ha gobernado Polonia entre 2015 y 2023, aunque Kaczyński nunca ha ocupado ni el cargo de primer ministro ni el de presidente de la República. Forti también ha señalado a otros gobernantes que estarían en proceso de construir una «autocracia electoral», como Benjamín Netanyahu, especialmente a partir de sus últimos años de gobierno en Israel (está en el cargo desde 2009, excepto un breve periodo entre 2021 y 2022); Narendra Modi, primer ministro de India desde 2014; Giorgia Meloni, presidenta del consejo de ministros de Italia desde octubre de 2022; y Javier Milei, presidente de Argentina desde diciembre de 2023.

## Definición

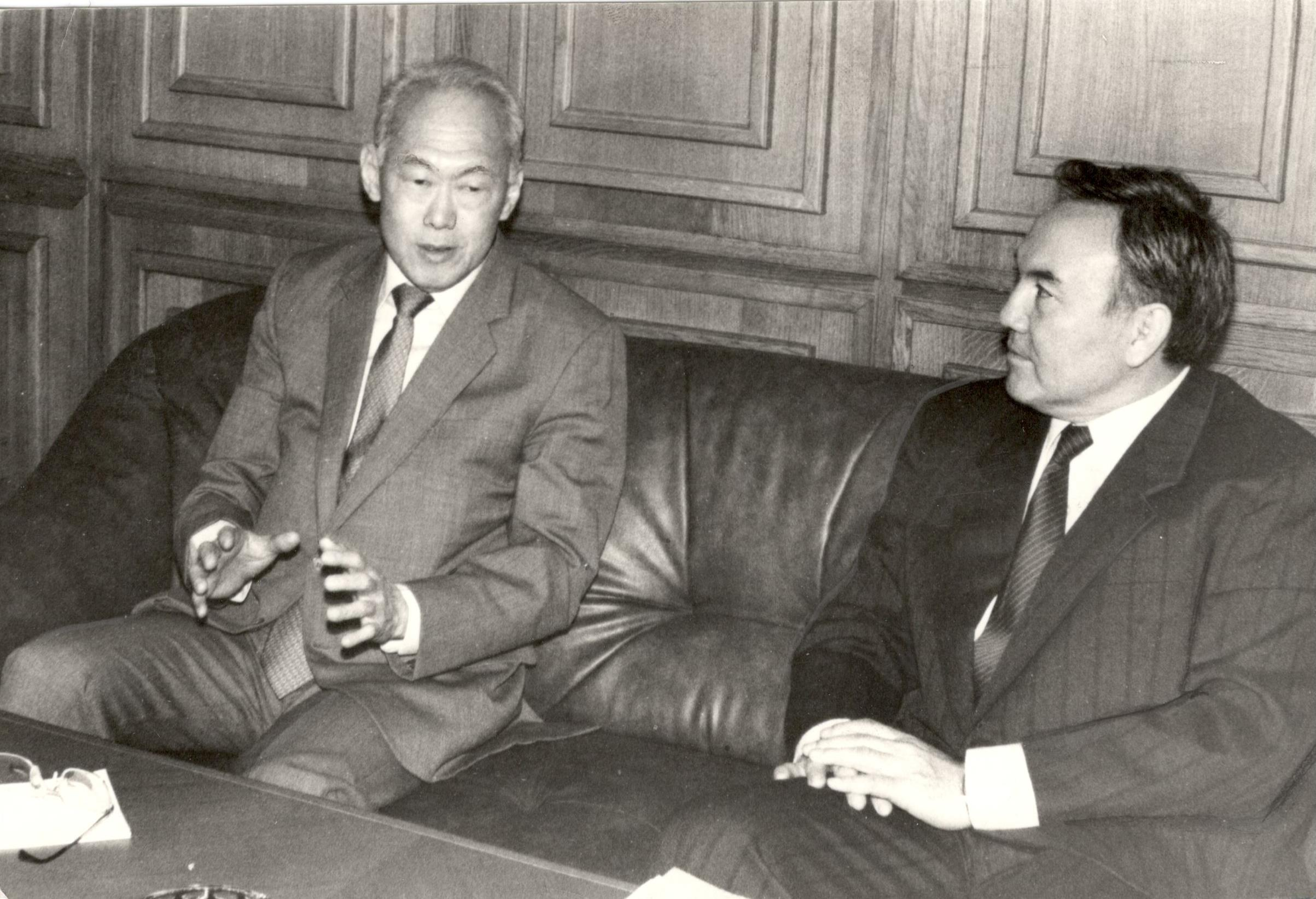
Lee Kuan Yew (izquierda), spin dictator de Singapur, junto a Nursultán Nazarbáyev, spin dictator de Kazajistán, durante un encuentro oficial (fotografía tomada posiblemente en la década de 1990).

Si en las «dictaduras del miedo» (fear dictatorship) los dictadores imponen su poder sobre la población mediante la represión violenta, la intimidación, la coerción e, incluso, mediante el terror, en las «dictaduras de la manipulación» (spin dictatorship) los dictadores se sostienen conformando la opinión pública para conseguir que la población los apruebe e incluso los apoye con entusiasmo. En lugar de denigrar la democracia o de subvertir su significado, como hacían los «dictadores del miedo», se presentan como demócratas: celebran elecciones, permiten ciertos niveles de crítica, dejan algún margen a los grupos de oposición, etc. «Los dictadores de la manipulación no son tiranos violentos de la vieja escuela que han aprendido trucos nuevos. Lo que han creado es una estrategia distinta e internamente coherente. Los elementos clave —la manipulación de los medios de comunicación, la gestión de la popularidad, la simulación de la democracia, la limitación de la violencia pública y la apertura al mundo— se complementan para producir un modelo de gobernanza no libre que se está propagando», aseguran Guríev y Treisman.
En el cuadro siguiente se exponen las diferencias entre los dos tipos de dictaduras, según Guríev y Treisman:
| Dictaduras del miedo (fear dictatorship)                                  | Dictaduras de la manipulación (spin dictatorship)                                   |
| Gobierno a través del miedo                                               | Gobierno a través de la manipulación                                                |
| Mucha represión violenta; muchos asesinatos y presos políticos            | Poca represión violenta; pocos asesinatos y presos políticos                        |
| Violencia publicitada para disuadir a los demás                           | Violencia ocultada para mantener la imagen de liderazgos ilustrado                  |
| Censura generalizada                                                      | Se permiten algunos medios de comunicación opositores                               |
| Censura pública; quema de libros; prohibiciones oficiales                 | Censura encubierta; captación de medios de comunicación privados cuando es posible. |
| La ideología oficial a veces se impone                                    | No hay ideología oficial                                                            |
| Propaganda agresiva combinada con rituales de lealtad                     | Propaganda más sutil para fomentar la imagen de líder competente                    |
| Ridiculización de la democracia liberal                                   | Simulacro de democracia                                                             |
| Los flujos internacionales de personas e información se suelen restringir | Normalmente abiertas a los flujos internacionales de personas e información         |

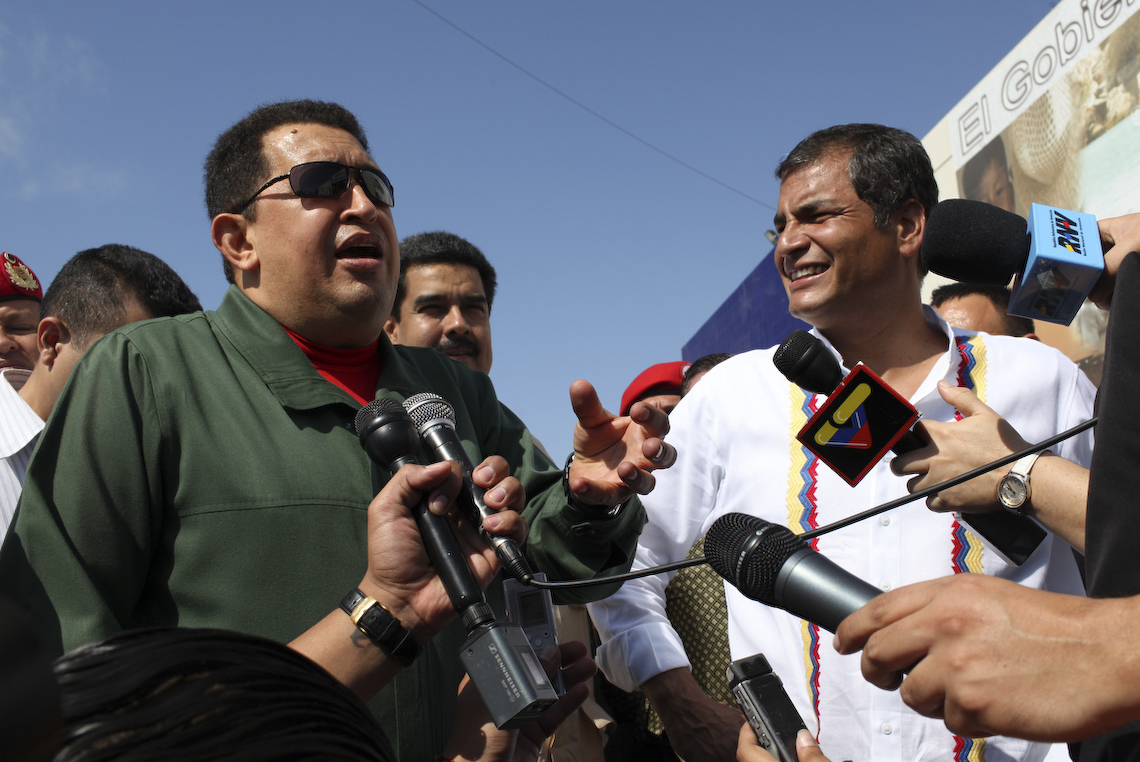
El presidente de Venezuela Hugo Chávez (izquierda) junto a Rafael Correa (derecha), presidente de Ecuador, en un encuentro oficial de 2011. En segundo plano Nicolás Maduro, sucesor de Chávez.

Para mantenerse en el poder los «dictadores de la manipulación» siguen cinco reglas fundamentales, según Guríev y Treisman: ser popular (controlando, con discreción, los medios de comunicación y recurriendo a métodos sutiles de propaganda, cercanos a las técnicas publicitarias), utilizar su popularidad para consolidar el poder (promoviendo cambios constitucionales, nombrando personas leales en los tribunales y organismos reguladores, recurriendo al gerrymandering, etc.), fingir ser democrático (celebrando elecciones periódicamente, que siempre ganan), abrirse al mundo (encontrando la manera de beneficiarse de los flujos de personas, capital y datos procedentes del exterior y buscando el apoyo de grupos políticos y financieros extranjeros potencialmente favorables a ellos) y evitar la represión violenta, o al menos ocultarla o camuflarla cuando se recurre a ella (por ejemplo, aportando pruebas falsas que lleven a la condena y encarcelamiento de sus opositores por delitos comunes, como fraude o evasión fiscal).
«La esencia de la dictadura de la manipulación es ocultar la autocracia dentro de instituciones formalmente democráticas. Los autoritarios modernos manipulan las elecciones, desactivan los controles y equilibrios, reescriben las constituciones y llenan los tribunales de personas leales. [...] Evitan la democracia fingiéndola», concluyen Guríev y Treisman.

## Elementos de las dictaduras de las manipulación

### Represión

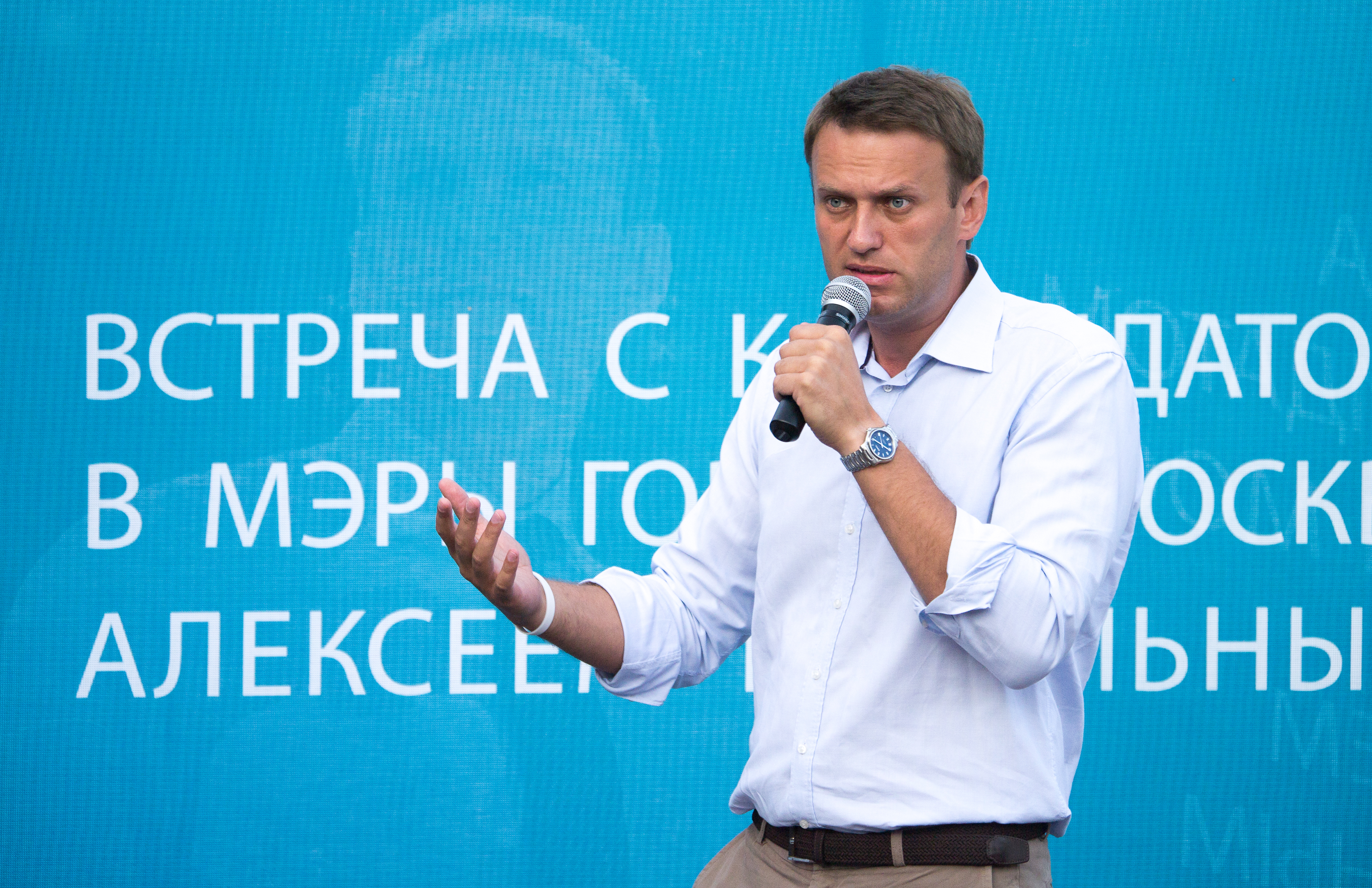
El líder opositor ruso Alekséi Navalni en un mitin en las elecciones a la alcaldía de Moscú de 2013. Nada más volver a Rusia en enero de 2021, tras recuperarse en Alemania de un envenenamiento, fue detenido, juzgado y condenado a 19 años de prisión por diversos delitos no políticos. Murió en la cárcel el 16 de febrero de 2024, en circunstancias no aclaradas.

Mientras que las «dictaduras del miedo» en su mayoría recurren a la represión violenta para acabar con la oposición, alcanzando en ocasiones unos niveles brutales —a Stalin y Mao Zedong se les atribuyen millones de muertos—, las «dictaduras de la manipulación» disfrazan la represión: arrestan a los disidentes por delitos no políticos —fraude, malversación, negligencia profesional, blanqueo de dinero, delitos sexuales, etc.—; los detienen repetidas veces durante poco tiempo para intimidarlos; los arruinan con pleitos por difamación o mediante multas por incumplir determinadas normativas; los someten a investigaciones que conllevan el bloqueo de sus cuentas bancarias; les dificultan o les cortan las fuentes de financiación de sus organizaciones y restringen sus actividades públicas; los acusan de ser «agentes extranjeros», y los encarcelan por traición, o de cometer «violencia contra los agentes del Estado» durante las concentraciones o manifestaciones que convocan, o directamente de ser «terroristas»; los calumnian, los amenazan y los insultan en las redes sociales —incorporando las viejas técnicas intimidatorias que ya utilizaban el KGB o la Stasi— o hackean sus ordenadores; etc. Y cuando tienen que recurrir a la represión violenta ocultan los vínculos con el Estado subcontratando a agentes o a organizaciones —como los titushki en Ucrania— con los que no se les pueda relacionar (una estrategia ya utilizada por algunos dictadores latinoamericanos que recurrían a paramilitares y escuadrones de la muerte para que se deshicieran de los opositores).

### Propaganda

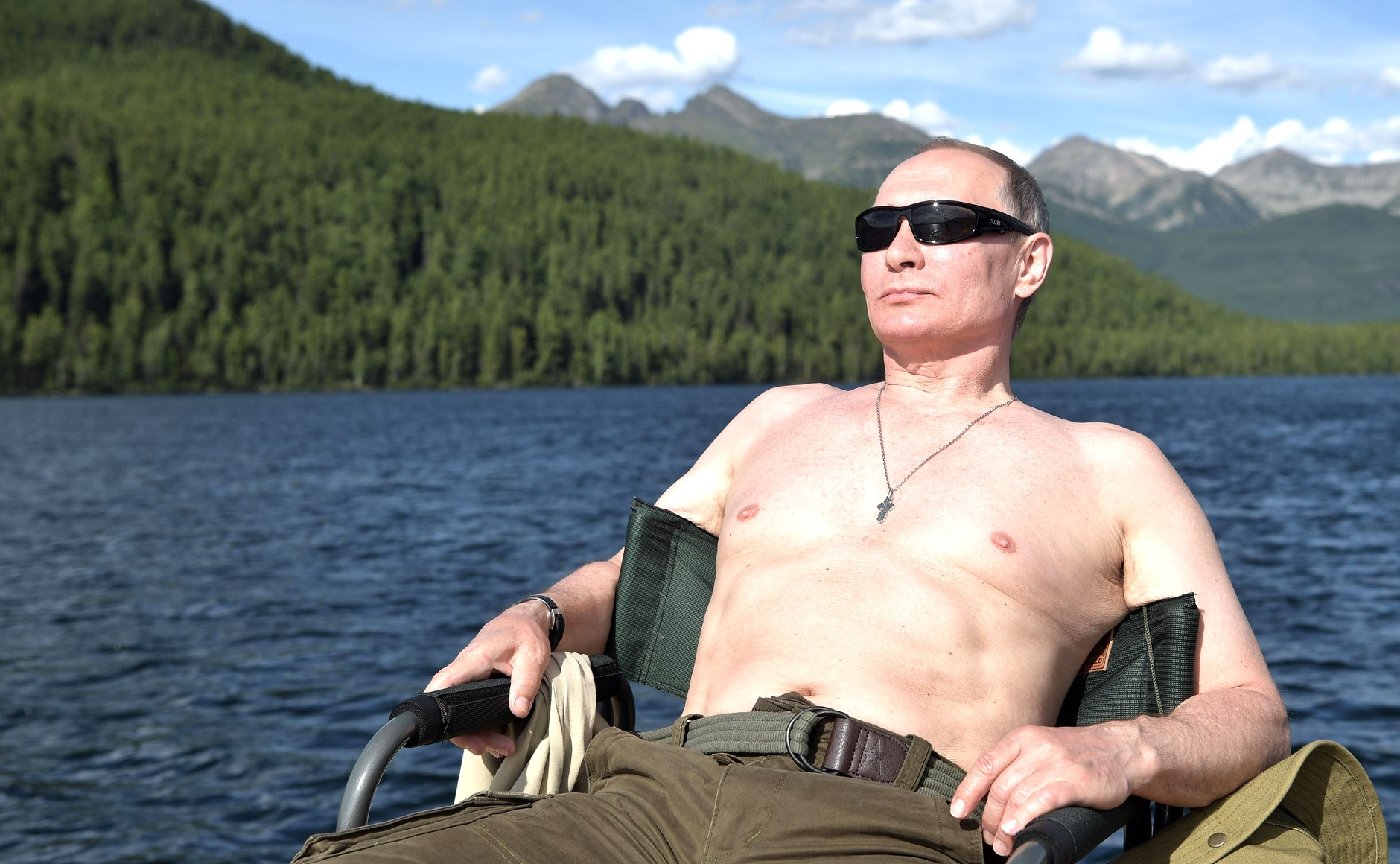
Vladímir Putin en Tuvá, tomando el sol en 2017.

Mientras que los «dictadores del miedo» recurren a la propaganda con un estilo sencillo y directo para disciplinar y adoctrinar a sus poblaciones en las creencias y valores sociales de la ideología oficial —como el marxismo-leninismo en las dictaduras comunistas—, y que frecuentemente deriva en el culto a la personalidad del dictador —por ejemplo, Ceausescu era «el Gigante de los Cárpatos»—, los «dictadores de la manipulación» utilizan la propaganda de forma mucho más elaborada y sofisticada, recurriendo a las técnicas de la publicidad —«venden» su régimen y su gestión como lo haría cualquier empresa o marca comercial—.

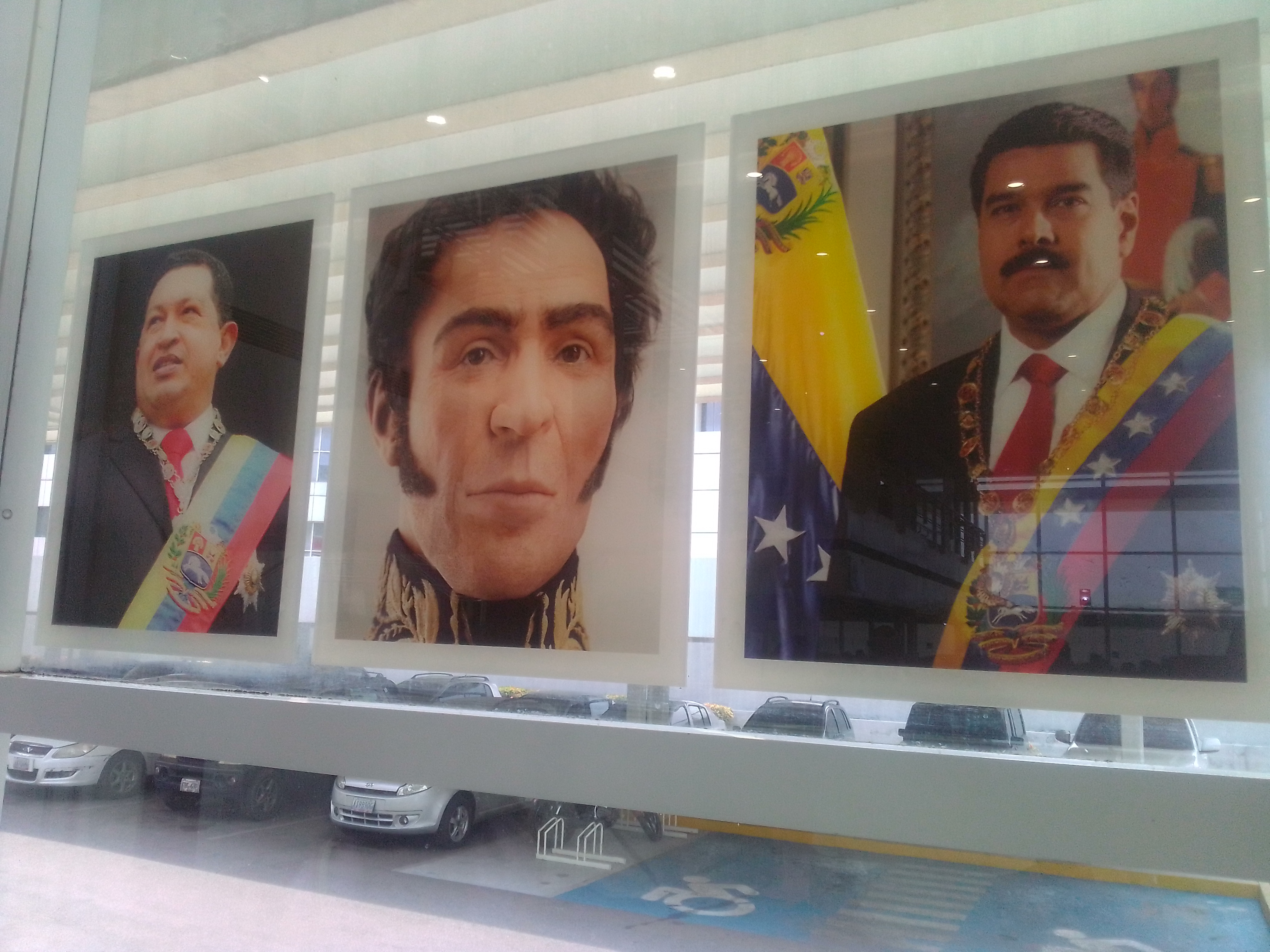
Retratos de Hugo Chávez, Simón Bolívar y Nicolás Maduro.

Así, en lugar de miedo, proyectan una imagen de competencia —en lugar de las viejas amenazas, como «Sed obedientes, ¡o veréis!», la nueva línea es «¡Mirad que gran trabajo estamos haciendo!»—; renuncian a una ideología oficial y su lugar lo ocupa un caleidoscopio de mensajes —«Somos pragmáticos. No estamos enamorados de ninguna ideología», solía decir Lee Kuan Yew—; en lugar del culto a la personalidad desarrollan un culto a la fama, como cualquier celebrity —los casos más paradigmáticos podrían ser los de Vladímir Putin o de Hugo Chávez—; difunden mensajes favorables a través de medios privados y de las redes sociales, ocultando el origen de los mismos —por ejemplo, contratan troles para que se hagan pasar por ciudadanos normales que se infiltren en los chats— o crean estados de opinión mediante «encuestas dirigidas» o push poll —lo que hizo, por ejemplo, Viktor Orbán en Hungría cuando en una encuesta de 2015 se preguntó: «Hay quienes piensan que los migrantes económicos ponen en peligro los puestos de trabajo y el sustento de los húngaros, ¿está usted de acuerdo?»—; utilizan los programas de entretenimiento de la televisión para ganar popularidad o denigrar a los oponentes —en esto el pionero fue el dictador peruano Alberto Fujimori—; convencen a la población de cualquier otro líder lo haría peor —por eso Putin ha mantenido en el parlamento al ultranacionalista Vladímir Zhirinovski y al veterano comunista Gennadi Ziugánov—; se apropian del mérito cuando los hechos son buenos y culpan a otros cuando son malos; desacreditan a la oposición, especialmente a los líderes que puedan estar consiguiendo algún apoyo popular.

### Censura
Mientras que los «dictadores del miedo» ejercen un control total sobre los medios de comunicación de masas, unos prohibiendo o nacionalizando los medios privados, pero todos estableciendo una censura implacable que no se preocupan en ocultar —tanto Mao como Hitler ordenaron quemas públicas de libros— y encarcelando e intimidando a periodistas, escritores e intelectuales que contradijeran la ideología del régimen o desafiaran su poder, los «dictadores de la manipulación» ni nacionalizan los medios ni recurren a una censura burda sino que los «manejan» hábilmente en su provecho. El pionero en este campo fue el peruano Alberto Fujimori —contando con la colaboración en la sombra de Vladimiro Montesinos, director del Servicio de Inteligencia Nacional—. Para conseguir informaciones favorables de los medios se dedicó a sobornar a los propietarios de las cadenas de televisión, que era  el medio por el que se informaban las clases populares peruanas que constituían su principal apoyo electoral. También a los editores de la prensa sensacionalista, muy leída en los barrios pobres de las ciudades. Además de entregarles mensualmente importantes cantidades de dinero los recompensaban con rebajas de impuestos, condonaciones de deuda o jugosos contratos de publicidad gubernamental —y si algún propietario se rebelaba recurrían a estratagemas legales para apartarlo—. El resto de medios, muy minoritarios, ni fueron prohibidos ni sometidos a censura. El objetivo del «extraño dúo» formado por Fujimori y Montesinos era controlar los flujos de información para mantener alta la popularidad del presidente que le permitiera ganar las elecciones.

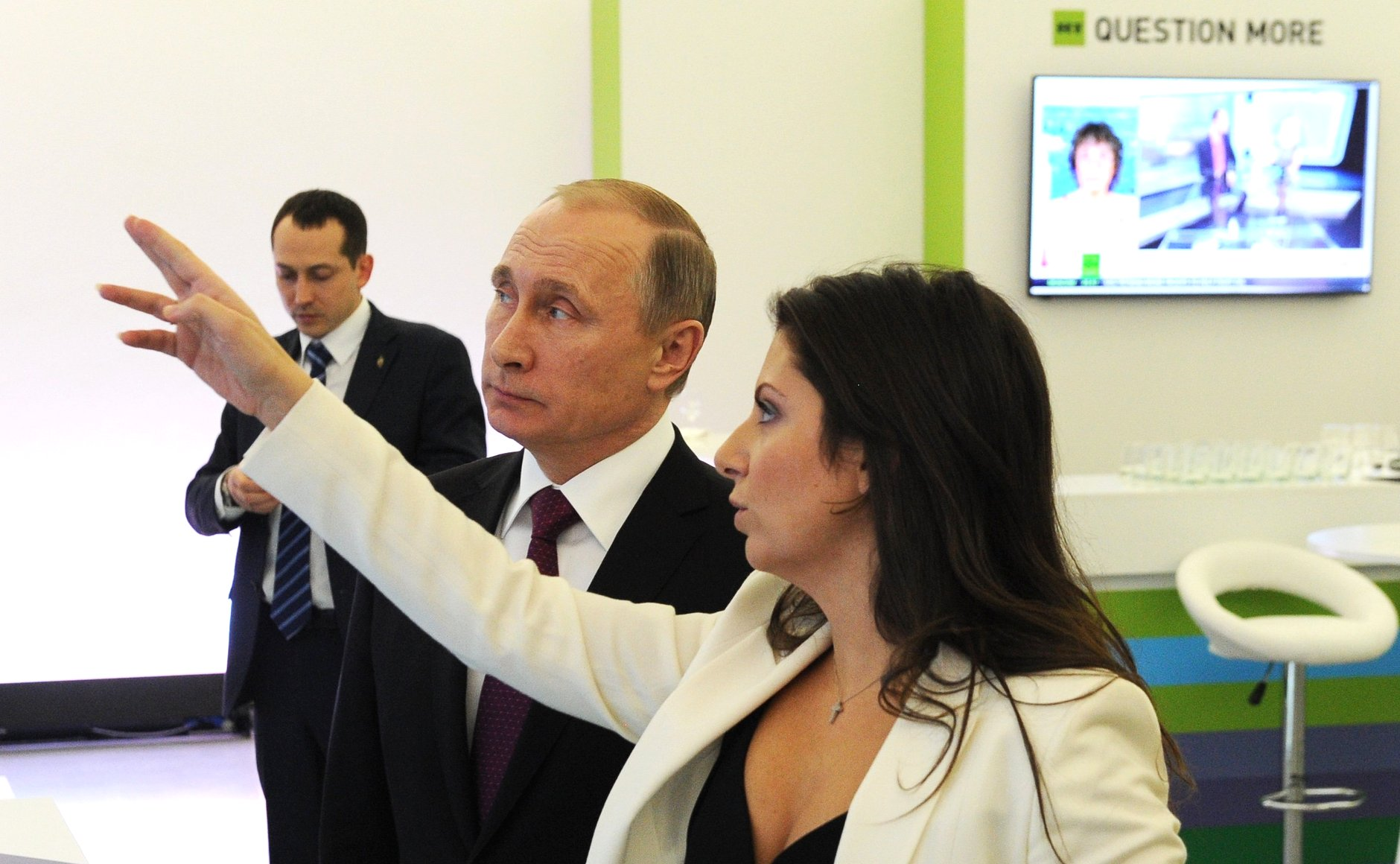
Vladímir Putin con Margarita Simonián, directora de RT, en 2015, durante una visita del presidente ruso a la sede central de la cadena, en Moscú. Detrás de ellos, el logo de la señal internacional Question more.

El resto de «dictadores de la manipulación» han seguido sus pasos. Todos utilizan el gasto en publicidad gubernamental, cuya cuantía han aumentado considerablemente, para beneficiar exclusivamente a los medios favorables. Algunos, como Vladímir Putin, no han recurrido al soborno de los propietarios de los medios de mayor difusión, sino que simplemente los han sustituido por otros afines. El propietario del canal de televisión NTV, que había sido muy crítico con Putin, fue detenido y presionado para que lo vendiera a la empresa estatal Gazprom y finalmente se hizo con el mismo Yuri Kovalchuk, amigo íntimo de Putin y dueño de un imperio mediático. En Hungría Viktor Orbán ha seguido un método similar: el magnate mediático Lőrinc Mészáros, viejo amigo suyo, se ha hecho con el control de los dieciocho periódicos regionales de Hungría y ha comprado y cerrado Népszabadság, el principal periódico opositor del país.

Logo del programa de televisión semanal Aló Presidente conducido por Hugo Chávez.

Los medios que no controlan (los de menor difusión) son sometidos a una intensa presión. Sus directores y periodistas son objeto de innumerables demandas por difamación o libelo cuyas condenas acarrean multas cuantiosas e incluso breves período de cárcel; son acosados con medidas coercitivas y multas por supuestamente infringir ciertas leyes o reglamentos (como evadir impuestos, «fomentar la pedofilia», «enaltecer el terrorismo», etc.); les limitan el acceso al papel de prensa; boicotean sus emisiones en ciertas ocasiones alegando «problemas técnicos»; desacreditan a las fuentes de sus informaciones y a los propios periodistas recurriendo a los medios controlados por ellos cuando no lo hacen ellos mismos (en Ecuador Rafael Correa llamó a ciertos periodistas críticos «sicarios de tinta»; Hugo Chávez, «terroristas de guante blanco»); acallan sus mensajes críticos desviando la atención del público hacia otros temas o lanzando una avalancha de contenidos progubernamentales (Hugo Chávez tenía su propio programa de televisión dominical llamado Aló Presidente; Putin y otros recurren a bots para inundar las redes sociales con mensajes favorables o a trols para difamar a los periodistas críticos).

### «Democracia» y elecciones
Mientras que los «dictadores del miedo» denigran y se mofan de la democracia liberal —Hitler decía que en la «democracia parlamentaria, todo el mundo tiene voz y no se puede decidir nada»; «No vamos a renunciar a nuestro país por una simple X en una papeleta», decía Robert Mugabe—, llegando en ocasiones a apropiarse del término incluyéndolo en el nombre de sus Estados —como en las comunistas República Democrática Alemana y República Popular Democrática de Corea—, y algunos celebran elecciones no competitivas, que solo sirven para glorificar (o legitimar) al dictador —otros, como Mao Zedong o el general Franco, ni se molestan en convocarlas—, los «dictadores de la manipulación» la subvierten desde dentro —usan la «democracia para socavar la democracia», una expresión utilizada por el historiador y ensayista mexicano Enrique Krauze para referirse a Hugo Chávez—, al mismo tiempo que fingen ser «demócratas» y convierten las elecciones, con apariencia de ser competitivas, en «mecanismos para transformar la popularidad en otras formas de poder». Con el respaldo de los votantes eliminan los controles y equilibrios que limitan su poder, generalmente mediante la reforma de las Constituciones respectivas. Y como su poder depende de su popularidad están muy atentos a las encuestas, y en ocasiones actúan teniéndolas en cuenta, pero sobre todo les sirven para comprobar la efectividad de su propaganda y sus manipulaciones.

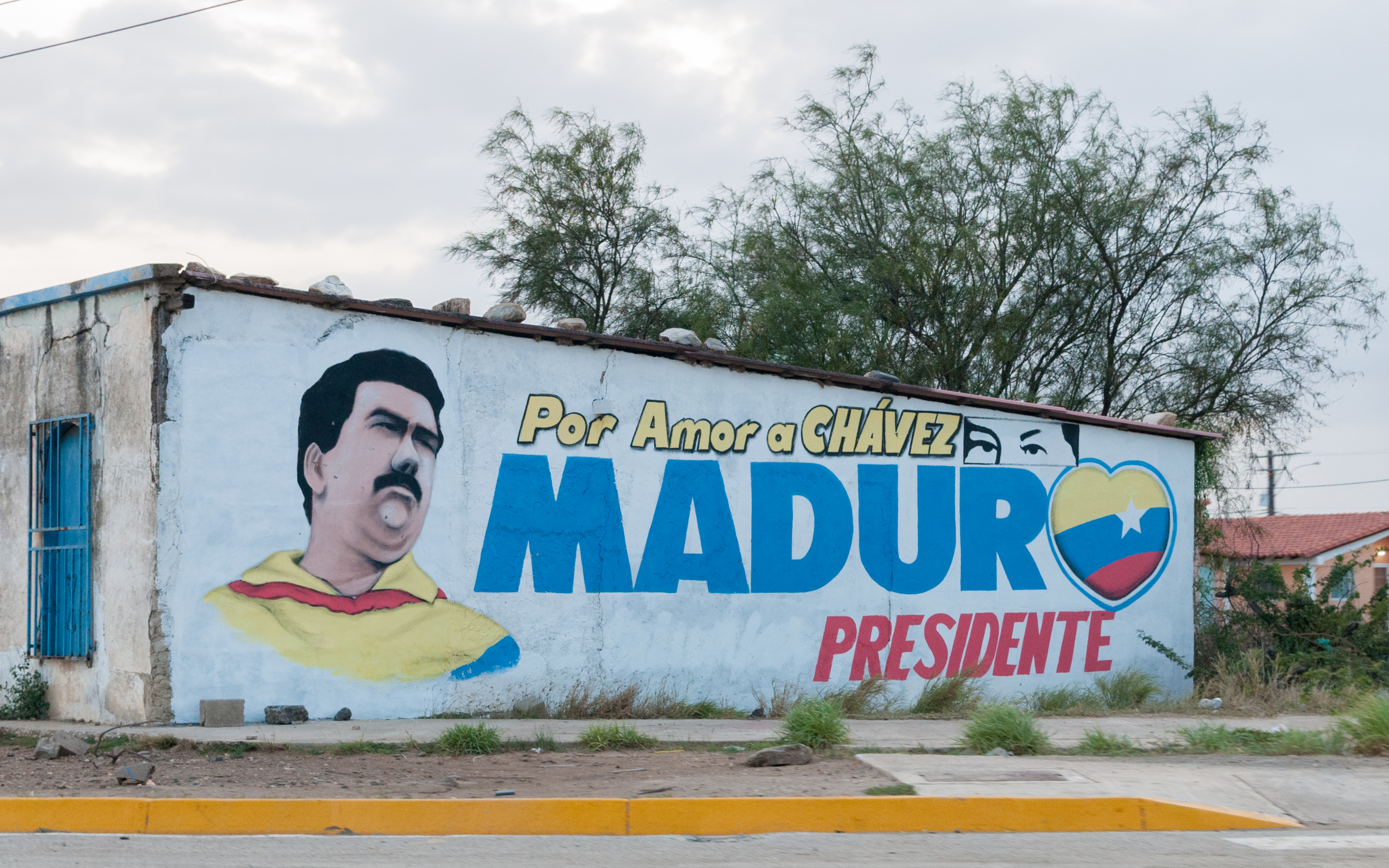
Propaganda electoral de Nicolás Maduro, sucesor de Hugo Chávez, con la frase: "Por amor a Chávez, Maduro Presidente". (Elecciones presidenciales de Venezuela de 2013).

Steven Levitsky y Daniel Ziblatt consideran que la mayor parte de las «nuevas dictaduras» se han instaurado aplicando «tácticas constitucionales duras» (constitutional hardball, literalmente 'mano dura constitucional'), un término acuñado en 2004 por el constitucionalista estadounidense Mark Tushnet. «La erosión de la democracia se produce de manera gradual a través de una sucesión de medidas que parecen justas; nuevas leyes que en apariencia garantizan elecciones limpias, combaten la corrupción o crean un poder judicial más eficaz; resoluciones en los tribunales que reinterpretan leyes ya existentes; legislaciones que llevan tiempo hibernando y que un día se redescubren a conveniencia. Dado que las medidas vienen revestidas de legalidad, pueden producir la impresión de que ha cambiado poca cosa... Sin embargo, gradualmente, y a veces de manera casi imperceptible, se va ganando terreno de juego. El efecto acumulativo de medidas que parecen inocuas sirve para que quienes se oponen al liderazgo lo tengan más difícil para competir con él; y de este modo se reafirma el poder del Gobierno titular. El modelo sobre el que construir una autocracia a través de tácticas constitucionales duras es la Hungría de Viktor Orbán».
Los «dictadores de la manipulación» no prohíben los partidos de la oposición sino que se aseguran de que sus candidatos nunca puedan ganar las elecciones. Excluyen a los más populares con tecnicismos; entorpecen sus campañas electorales; presionan a los medios de comunicación para que los ignoren y a las empresas para que les nieguen los lugares de reunión; difunden rumores y desinformación para desacreditarlos; manipulan los distritos electorales (gerrymandering); apoyan a los partidos de la oposición que no tienen posibilidades de ganar (y que con frecuencia son meros apéndices del partido del dictador) llegando incluso a crear un partido nuevo desde el poder para aparentar que las elecciones son competitivas. Y finalmente recurren en mayor o menor medida al fraude electoral, aunque puede resultar contraproducente para los líderes «impopulares», ya que las protestas pueden apartarlos del poder como sucedió con las llamadas «revoluciones de colores» de la década de 2000.

### Relación con el mundo exterior
Mientras que los «dictadores del miedo» aíslan a sus países porque temen que la relación con el exterior ponga en peligro su poder —censuran la información proveniente de medios extranjeros y restringen los contactos de sus poblaciones con las personas de países democráticos—, los «dictadores de la manipulación» se abren a las relaciones con el exterior utilizándolas como arma para afianzar su poder. «Adaptan sus técnicas de manipulación y engaño locales al ámbito internacional. Intentan  moldear la opinión pública en el extranjero con el tipo de propaganda moderna que utilizan con sus conciudadanos. Y reclutan y corrompen a la élites occidentales del mismo modo que captan a su clase ilustrada. Tienen dos objetivos fundamentales: fortalecer su régimen dentro de su país y defenderse de la amenazas externas», han señalado Serguéi Guríev y Daniel Treisman.

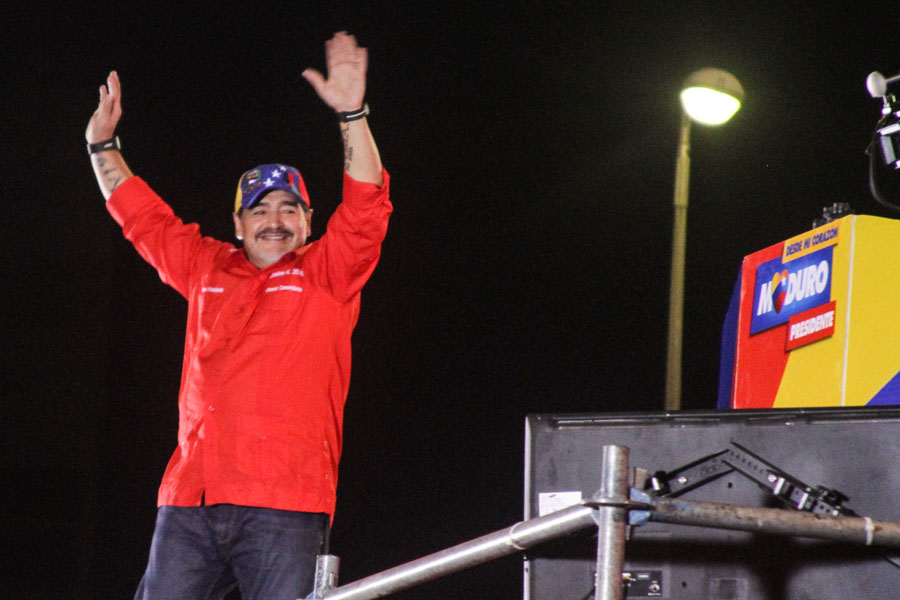
Diego Maradona en Caracas en abril de 2013, dando su apoyo a la candidatura presidencial de Nicolás Maduro, sucesor de Hugo Chávez.

Intentan conseguir el respeto y el apoyo de sectores influyentes y de gobernantes extranjeros para de esa forma reforzar su imagen en el interior. Cuando viajan a otros países los medios locales publican reportajes aduladores que resaltan los elogios que pueden haber recibido y esos mismos medios difunden ampliamente las visiones positivas que se publican fuera o destacan las declaraciones favorables de personalidades relevantes o de celebrities que visitan el país, como Maradona apoyando a Hugo Chávez o Steven Seagal a Vladímir Putin. Asimismo organizan eventos deportivos internacionales recurriendo incluso al soborno para que sus países sean designados como sedes, como ocurrió con la Copa Mundial de Fútbol de 2018 adjudicada por la FIFA a Rusia. También se valen del exterior para simular que su régimen es democrático (por ejemplo, creando organismos de observadores internacionales afines que legitimen sus elecciones fraudulentas, como el CIS-EMO ruso o el CEELA latinoamericano) o para detener a los opositores que viven en el extranjero (pidiendo una orden de detención internacional a la Interpol tras acusarlos falsamente de delitos no políticos).
Para impedir que los dirigentes de los países democráticos adopten contra ellos sanciones económicas y políticas (o emprendan acciones militares) los «dictadores de la manipulación» trabajan para ganarse a la opinión pública de esos países y ponerla en contra de sus élites gobernantes. Así, por ejemplo, Vladímir Putin se ha convertido en el «ángel protector» (en expresión de Guríev y Treisman) de todos los populismos de derechas de Europa a los que proporciona apoyo político y, en ocasiones, financiero y ha creado la cadena internacional Russia Today (más tarde conocida por el acrónimo RT) para que compita con la BBC y la CNN y así «romper el monopolio anglosajón sobre... los flujos globales de información», en palabras del propio Putin —de hecho RT no pretende ser independiente y su consejera delegada tiene en su mesa un teléfono con línea directa con el Kremlin—. Casi al mismo tiempo y con la misma finalidad Hugo Chávez creó Telesur (que como RT comenzó a emitir en 2005). También contratan espacios publicitarios en los medios occidentales, recurren a los servicios de lobbies o de empresas de relaciones públicas, inundan las redes sociales con troles y financian think tanks conservadores occidentales (o los crean).

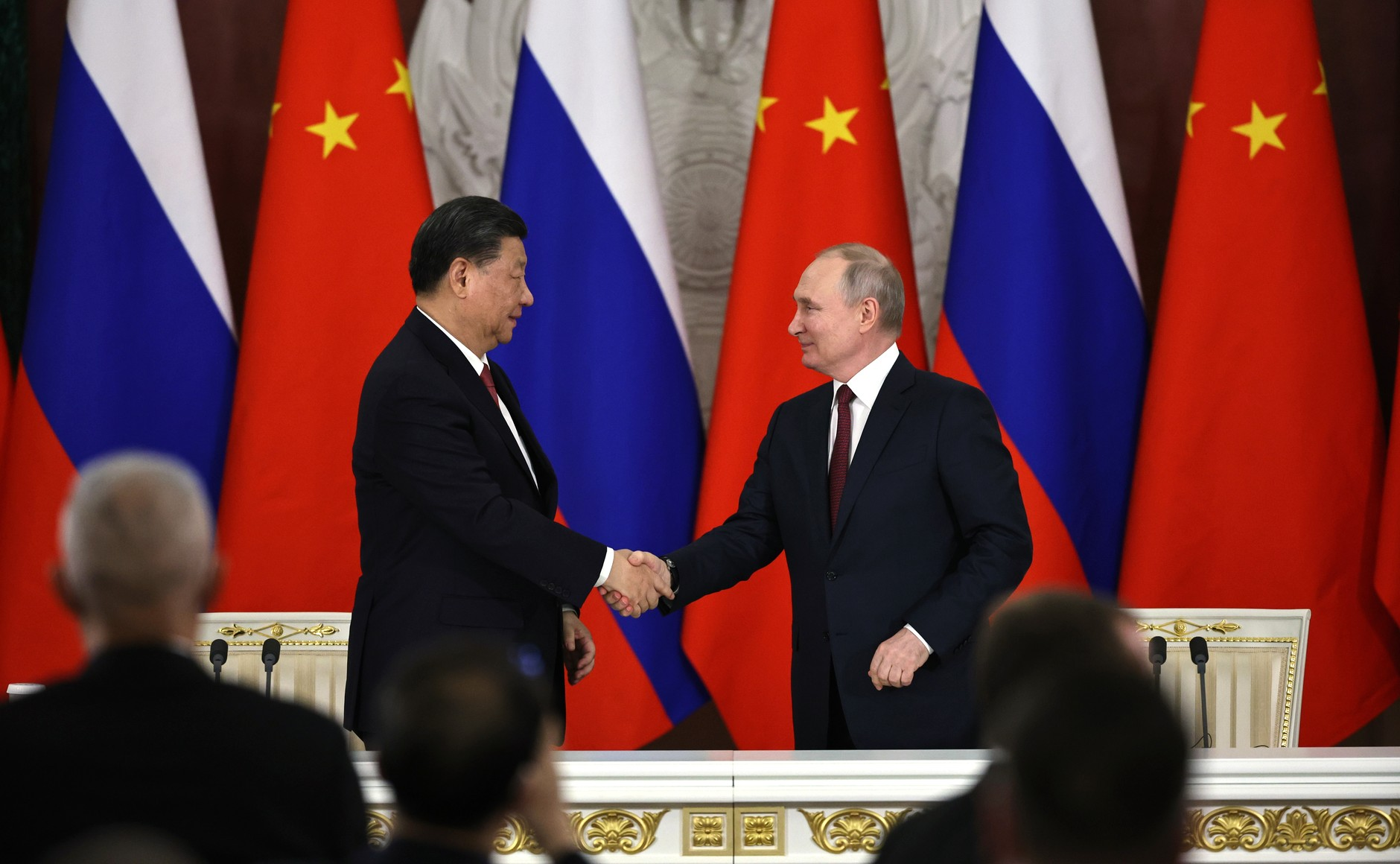
Vladímir Putin saludando a Xi Jinping durante una visita oficial de este último a Moscú (2023).

Anne Applebaum ha destacado que las dictaduras del siglo XXI están más interconectadas y unidas que las del siglo anterior formando lo que denomina «Autocracia S.A.» (Autocracy Inc.) cuya finalidad es colaborar entre sí para mantener en el poder a sus miembros y conservar así la riqueza obtenida mediante prácticas corruptas que quedan impunes (cleptocracia). Su objetivo último es crear un «nuevo orden mundial» liderado por las autocracias alternativo al orden liberal internacional surgido tras el final de la Segunda Guerra Mundial. Así lo manifestó el ministro de asuntos exteriores de Rusia Serguéi Lavrov: su país aspiraba a «crear un nuevo orden mundial». Según Applebaum, la invasión rusa de Ucrania iniciada en febrero de 2022 es «el primer conflicto armado a gran escala entre Autocracia S. A. y lo que cabría describir, sin ser muy precisos, como el mundo democrático. Rusia desempeña un papel especial en la red autocrática, tanto como inventora del matrimonio moderno entre cleptocracia y dictadura como por ser el país que más activamente intentar perturbar el statu quo actual. La invasión se planeó con ese ánimo. Putin no solo esperaba adquirir territorio, sino también demostrar al mundo que el viejo código de conducta internacional ya no vale». Una valoración que ya adelantó Timothy Snyder: «La oligarquía rusa que se consolidó tras las elecciones de 1990 sigue funcionando, y promueve una política exterior diseñada para destruir la democracia en el resto del mundo».

## Dictadores de la manipulación

### Lee Kuan Yew (Singapur)

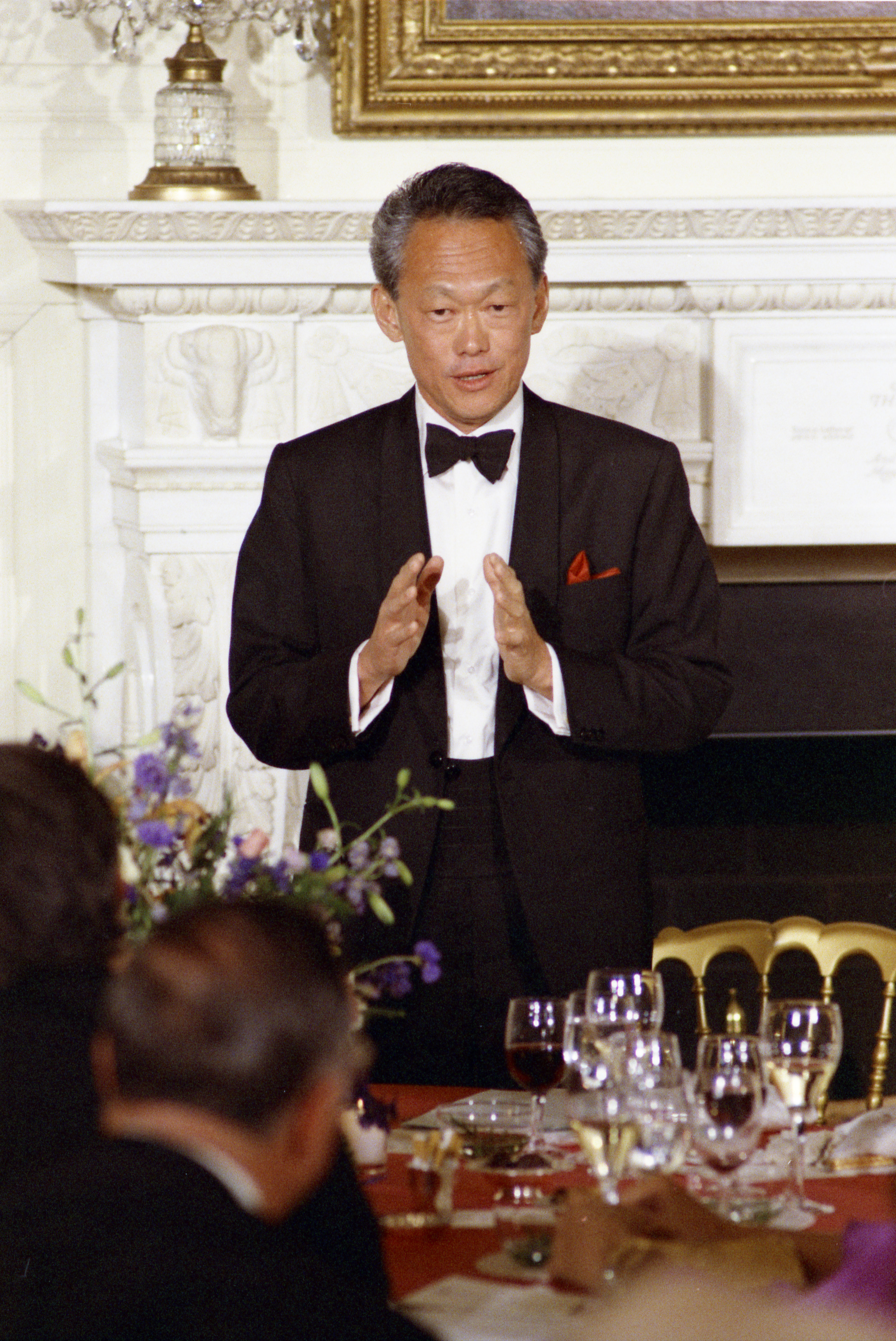
Lee Kuan Yew en 1975 durante una cena en su honor en la Casa Blanca.

Lee Kuan Yew fue el pionero de los «dictadores de la manipulación» y sirvió de modelo a muchos otros. En 1959, su partido, el Partido de Acción Popular, ganó las elecciones en la entonces colonia británica de Singapur y fue nombrado primer ministro, cargo que ostentaría durante los treinta años siguientes, ganando elección tras elección (desde 1965 como gobernante del Estado soberano de Singapur) y por eso es considerado como «el padre de la nación». En realidad estuvo en el poder hasta 2011 ya que tras dejar el cargo de primer ministro fue nombrado senior minister y minister mentor.
Al principio Lee Kuan Yew reprimió con dureza a la oposición para lo que recurrió a la Ley de Seguridad Interna aprobada por los británicos, que permitía la detención indefinida de los sospechosos, y que mantuvo durante décadas a pesar de que la amenaza comunista hacía tiempo que había desaparecido. Pero pronto cambió de estrategia, según dijo, tras aprender la lección de la «torpeza» de su antecesor Lim Yew Hock al aplastar brutalmente la revuelta de los estudiantes sinohablantes de secundaria en septiembre de 1956 que se extendió por toda la ciudad, lo que le acabaría costando el puesto al perder las elecciones de 1959, precisamente las primeras que ganó Lee Kuan Yew. Para mantenerse en el poder era mejor minimizar la represión visible, recurriendo a métodos de coerción más sofisticados y encubiertos —«coerción limitada», la ha llamado el politólogo Cherian George—, e irse ganando el apoyo de la población. De hecho en la década de 1980 había ya muy pocos presos políticos en las cárceles del país.
Para acabar con las protestas de los estudiantes sinohablantes cerró la principal universidad de lengua china, la Universidad de Nanyang, con el pretexto de que la matrícula había disminuido, y la integró en la Universidad Nacional de Singapur, reguló de forma estricta las organizaciones estudiantiles e investigó al profesorado para comprobar su lealtad. No prohibió la oposición pero recurrió a diversos métodos para neutralizarla, como la imposición de multas —por suscitar «enemistad racial o religiosa», por ejemplo— o las condenas judiciales que llevaban consigo la inhabilitación y el pago de cuantiosas cantidades de dinero, que dejaba a los políticos opositores fuera del parlamento y arruinados —cuando alguna persona o algún medio criticaba al gobierno sus miembros le presentaban querellas por difamación o por libelo que generalmente ganaban—. Todo ello le permitía a Lee Kuan Yew afirmar que Singapur era un país libre y una democracia. Lee Kuan Yew y sus partidarios justificaron su régimen de «democracia controlada», como la ha llamado el historiador francés François-Charles Mougel, alegando que la sociedad de Singapur debía ser «guiada».

### Alberto Fujimori  (Perú)

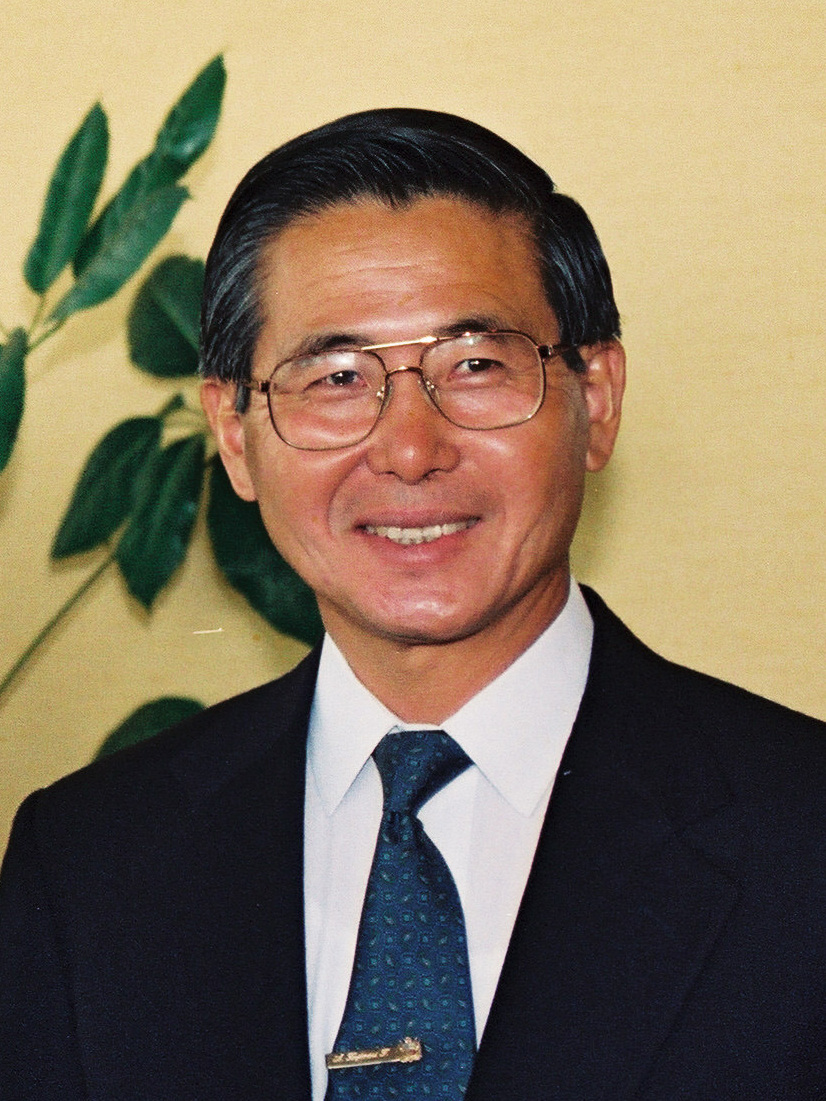
Alberto Fujimori en 1991.

El 5 de abril de 1992 el presidente del Perú Alberto Fujimori, elegido democráticamente dos años antes, dio un «autogolpe de Estado» y suspendió la Constitución, disolvió el Parlamento y proclamó el estado de excepción. Lo justificó con el argumento de que quería acabar con el bloqueo político que le impedía aplicar su programa de gobierno en un país sacudido por la corrupción, el tráfico de cocaína y la violencia terrorista del grupo maoísta Sendero Luminoso —dijo que el golpe era «vital para garantizar una democracia legítima y efectiva»—. Las tropas rodearon el Parlamento y la Corte Suprema y ocuparon las redacciones de los periódicos y los estudios de las emisoras de radio y de televisión. Una veintena de periodistas fueron detenidos. Pero dos días después Fujimori se encontraba a la defensiva ante la rotunda condena internacional que había provocado su «autogolpe» y la amenaza de sanciones por lo que se dirigió personalmente al diario El Comercio acompañado por el jefe de las Fuerzas Armadas para admitir que había sido «un error de mi gobierno» enviar censores militares al periódico y ofrecer «sinceras disculpas por las molestias ocasionadas». Sin embargo, enseguida se hizo patente que su golpe de fuerza contaba con el respaldo popular y así lo mostraban las encuestas que se hicieron en los días posteriores. Estas resultaron creíbles porque las publicó la prensa de la oposición. Así comenzó el «fujimorato», con Vladimiro Montesinos, a quien Fujimori nombró jefe del Servicio de Inteligencia Nacional (SIN), actuando en la sombra.
El «extraño dúo» que formaban Fujimori y Montesinos dominó la política peruana casi una década —hasta que a finales de 2000 la presidencia de Fujimori se desmoronó a causa de los escándalos—. Según Serguéi Guríev y Daniel Treisman su estrategia se basó «en saberlo todo y moldear lo que sabían los demás». Para lo primero Montesinos creó una extensa red de agentes y de informantes, intervino teléfonos y puso cámaras de vigilancia en los lugares «estratégicos» (incluido un burdel frecuentado por la élite limeña), con terminales en su propio despacho que contaba con veinticinco pantallas. Para lo segundo idearon una forma nueva y más hábil de manejar a los medios, tanto estatales como privados. Se trataba de «gestionar» (manipular) los flujos de información para mantener altos los niveles de popularidad de Fujimori y asegurar así sus victorias electorales. Como sus principales apoyos se encontraban en las zonas rurales y en los barrios pobres de las ciudades Fujimori se dedicó a controlar los principales periódicos sensacionalistas y las cadenas de televisión. El método que utilizó el «extraño dúo» fue sobornar a los jefes de los medios de comunicación —hacia el año 2000 pagaban más de tres millones mensuales a las cadenas de televisión a cambio de un trato favorable, al que se comprometían mediante un contrato escrito que se mantenía en secreto; todos los días se reunían con Montesinos para planificar los telediarios de la noche, llegando a escribir este personalmente los titulares—. Además de los sobornos los recompensaban con rebajas fiscales, condonaciones de deuda o con sustanciosos contratos de publicidad gubernamental. De esa forma Fujimori y Montesinos controlaron el flujo de la información que estos medios difundían manteniendo al mismo tiempo la apariencia de objetividad. Y cuando algún propietario intentó rebelarse recurrieron a estratagemas legales para apartarlos: a Baruch Ivcher, de origen israelí, le retiraron la nacionalidad peruana y según la ley solo los ciudadanos del país podía ser propietarios de un canal de televisión.
Los periódicos no afines, como El Comercio, continuaron publicándose —«¿Qué me importa El Comercio? Tienen una tirada de 80 000 ejemplares. 80 000 periódicos es una mierda», dijo una vez en privado Montesinos— pero fueron sometidos, con discreción, a una intensa presión. Por ejemplo, se demandó a periodistas por libelo o difamación cuyas condenas les acarrearon multas e incluso breves períodos de cárcel. Finalmente la dictadura de Fujimori caería en 2000 porque un canal de pago, Canal N, que apenas tenía unas decenas de miles de abonados (por lo que no había tenido problemas para emitir), difundió un video explosivo, grabado por el propio Montesinos, en el que se veía a este sobornar con montones de dólares a un diputado de la oposición. El impacto fue tan grande que el resto de cadenas de televisión rompieron el pacto que tenían con el gobierno y también lo emitieron. Fujimori huyó a Japón, el país de sus padres, y desde allí renunció a la presidencia.

### Hugo Chávez (Venezuela)

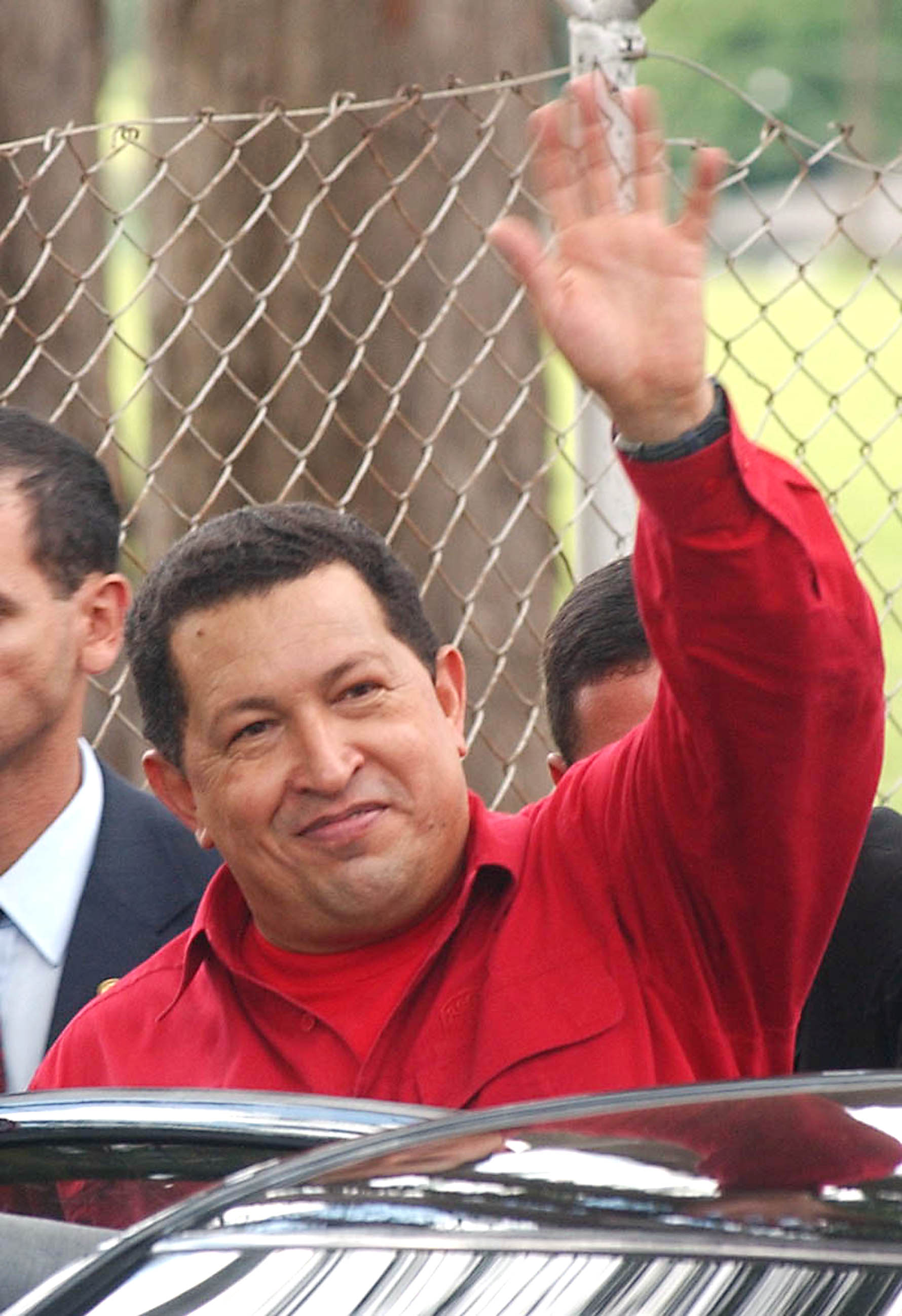
Hugo Chávez en 2006.

Tras fracasar en su intento de golpe de Estado del 4 de febrero de 1992 y cumplir dos años de prisión por ello, el teniente coronel del Ejército de Venezuela Hugo Chávez se presentó a las elecciones presidenciales seis años después y las ganó (obtuvo el 56 % de los votos). En los siguientes catorce años que estuvo en el poder —murió de cáncer en marzo de 2013, sucediéndole su vicepresidente Nicolás Maduro— utilizó «la democracia para socavar la democracia» (una expresión del historiador y ensayista mexicano Enrique Krauze, autor de un artículo publicado en The New Republic en marzo de 2009 titulado «The Shah of Venezuela», y en el que le atribuye a Chávez la frase siguiente: «La oposición nunca volverá al poder, por las buenas o por las malas»). «Utilizó su popularidad inicial para dinamitar los controles y equilibrios del sistema constitucional venezolano. Chávez asumió el poder con una aprobación superior al 90 por ciento. Consciente de que ésta podía disminuir, invirtió su estratosférica popularidad en ventajas institucionales más duraderas, en redes de poyo y en control de los medios de comunicación», han señalado Serguéi Guríev y Daniel Treisman.
Chávez comenzó cambiando la Constitución de Venezuela. Celebró un referéndum que le autorizó a convocar una Asamblea Nacional Constituyente y en las elecciones a esa Asamblea los partidarios de Chávez consiguieron más del 90 % de los escaños. La Asamblea cumplió con su mandato y redactó una nueva Constitución que fue aprobada por referéndum celebrado en diciembre de 1999 —esta Constitución es la que está vigente en la actualidad—. Además de cambiar el nombre oficial del Estado venezolano (pasó a denominarse República Bolivariana de Venezuela, en homenaje a Simón Bolívar, del que tomó también el nombre la «Revolución Bolivariana» que encabezó Chávez), se alargó el mandato presidencial a seis años, se eliminó la prohibición de la reelección inmediata del presidente y se abolió el Senado por lo que el parlamento pasó tener una única cámara (la Asamblea Nacional de Venezuela). A continuación amplió el Tribunal Supremo y sus doce nuevos jueces (pasó de 20 a 32 miembros) fueron todos partidarios suyos. El Consejo Nacional Electoral y la Fiscalía General de la República también fueron copadas por «chavistas». Asimismo controló la empresa petrolera nacional PDVSA, y con sus ingresos pasó a financiar programas para combatir la pobreza, teniendo presente que los sectores populares constituían su principal apoyo.
La Asamblea Nacional, con mayoría aplastante «chavista», aprobó varias leyes para neutralizar a la oposición y a los medios de comunicación. En una se prescribía cárcel para quienes demostraran «falta de respeto» a los funcionarios del gobierno; en otra se permitía la suspensión de los medios de comunicación que «promovieran, defendieran o incitaran a quebrantar el orden público o que fueran contrarios a la seguridad de la nación». Además contaba con su propio programa de televisión semanal que duraba varias horas: Aló Presidente. Y las numerosas votaciones que celebró (que siempre ganó, excepto el referéndum de 2007) las utilizó como instrumentos para desacreditar a sus oponentes. De hecho del fracasado golpe de Estado de 2002 perpetrado por la oposición salió fortalecido.

### Vladímir Putin (Rusia)

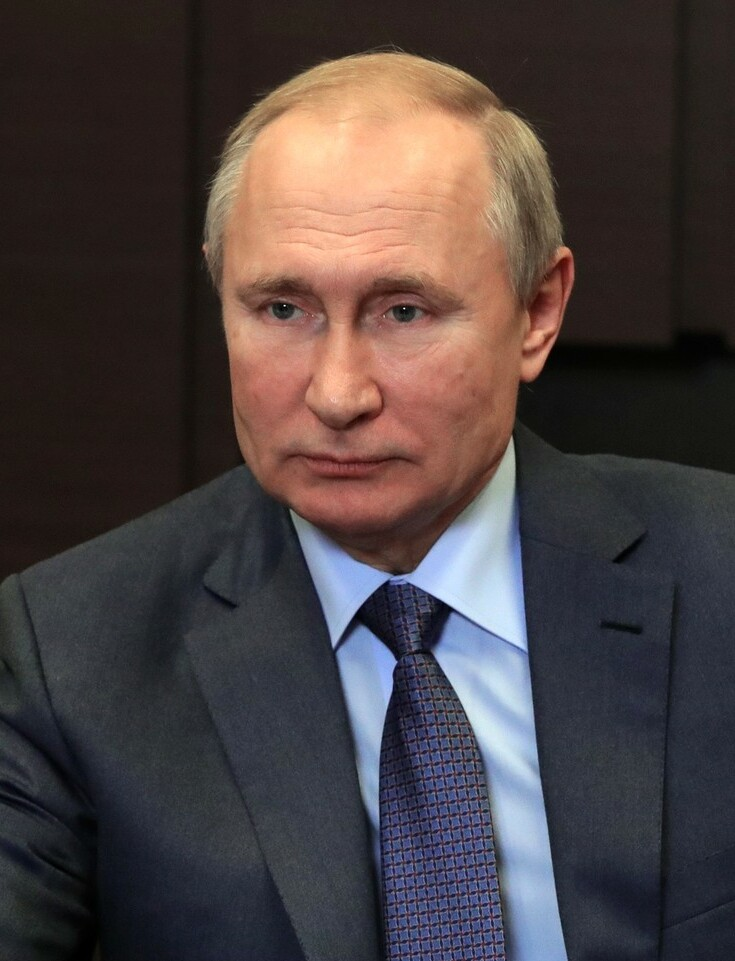
Vladímir Putin en 2019.

Vladímir Putin recibió el poder de Borís Yeltsin en diciembre de 1999 y meses después se convirtió en presidente de la Federación de Rusia tras ganar las elecciones presidenciales de Rusia de 2000. En el llamado «Mensaje del milenio», pronunciado nada más ser nombrado por Yeltsin para sucederle, Putin ya dejó claras sus intenciones cuando dijo que los rusos debían volver a sus valores históricos fundamentales del patriotismo y un Estado fuerte. Pronto se hizo evidente que, aprovechando los amplios márgenes de popularidad que había alcanzado —en lo que tuvo mucho que ver su enérgica reacción a los atentados con bomba perpetrados por terroristas chechenos en Moscú y en otras ciudades que causaron cerca de trescientas víctimas mortales— y apoyándose en el partido que había creado desde el poder en 2001 (Rusia Unida), estaba erosionando los controles y equilibrios del sistema político y reduciendo los márgenes de actuación de la oposición, así como «domesticando» los medios de comunicación. Como la Constitución de la Federación Rusa no le permitía un tercer mandato consecutivo —fue reelegido en 2004— en las elecciones presidenciales de Rusia de 2008 presentó en su lugar a Dmitri Medvédev que las ganó ampliamente y este a continuación nombró a Putin presidente del Gobierno. Cuatro años después intercambiaron los papeles: Putin volvió a presentarse a las elecciones presidenciales resultando reelegido y puso a Medvédev al frente del gobierno. Putin se volvió a presentar y ganar las elecciones siguientes de 2018, lo que habría significado su último mandato, pero en 2020 la Asamblea Federal de Rusia, donde su partido Rusia Unida ostentaba una amplísima mayoría en las dos cámaras (Duma Estatal y Consejo de la Federación), aprobó unas enmiendas constitucionales que le permitían presentarse por otros dos mandatos más. Así que volvió ganar las elecciones de 2024, con la posibilidad de volverse a presentar en las de 2030 con el fin de seguir como presidente hasta 2036.
Según Serguéi Guríev (que tuvo que abandonar Rusia en 2013) y Daniel Treisman, cuando se hizo más evidente que Rusia se había convertido en una dictadura de nuevo tipo fue en 2011. A finales de ese año, decenas de miles de personas se manifestaron en Moscú y en otras ciudades para protestar por el fraude en las elecciones legislativas. Putin y sus asesores «contraatacaron y detuvieron a manifestantes pacíficos, expulsaron del Parlamento a los políticos desleales y acosaron a los medios de comunicación independientes que quedaban. [...] La mayoría de los rusos no parecen asustados. Muchos han aceptado sin problema la visión sesgada de la realidad que los medios de comunicación de Putin han contribuido a formar».
Tres años más tarde, con la anexión de Crimea por Rusia en 2014, Putin contravino el principio fundamental del orden liberal internacional establecido después de 1945: el respeto a las fronteras internacionales, que solo podrían cambiarse por medios pacíficos y con el acuerdo de los estados implicados. Después vino la invasión rusa de Ucrania iniciada el jueves 24 de febrero de 2022. El canciller alemán Olaf Scholz definió esa fecha como un Zeitenwende, un punto de inflexión histórico. Ese día «Europa retrocedió», ha afirmado Timothy Garton Ash. Este historiador británico añade: «En 2022 se podía argumentar de manera creíble que el régimen de Putin era fascista. Ahí estaban el culto al líder, la estética de la violencia marcial y muerte heroica, el fomento de una sensación de resentimiento histórico, el adoctrinamiento de la juventud, la persecución implacable de las minoría disidentes, la ideología del dominio de un pueblo sobre otros, la demonización del enemigo... Por supuesto, en el régimen de Putin había elementos novedosos y faltaban algunas características del fascismo de los años treinta, pero eso es algo que sucede en todos los fenómenos históricos recurrentes: el nacionalismo, el patrioterismo y el utopismo nunca se repiten exactamente con la misma forma. En este caso se trataba de un fascismo postsoviético para la era de internet. Los ucranianos lo llamaron "ruscismo"».
El historiador estadounidense Timothy Snyder en un artículo de opinión para The New York Times del 20 de mayo de 2022, titulado Rusia es fascista. Deberíamos decirlo, afirmaba: «La gente discrepa, a menudo con vehemencia, sobre qué constituye el fascismo. Sin embargo, la actual Rusia cumple la mayoría de los criterios que tienden a aplicar los académicos. Presenta un culto alrededor de un líder único, Vladímir Putin. Presenta un culto a los muertos, organizado en torno a la Segunda Guerra Mundial. Presenta un mito sobre una pretérita época dorada de grandeza imperial, que ha de ser restaurada mediante una guerra de violencia sanadora: la guerra asesina contra Ucrania.»

### Viktor Orbán (Hungría)

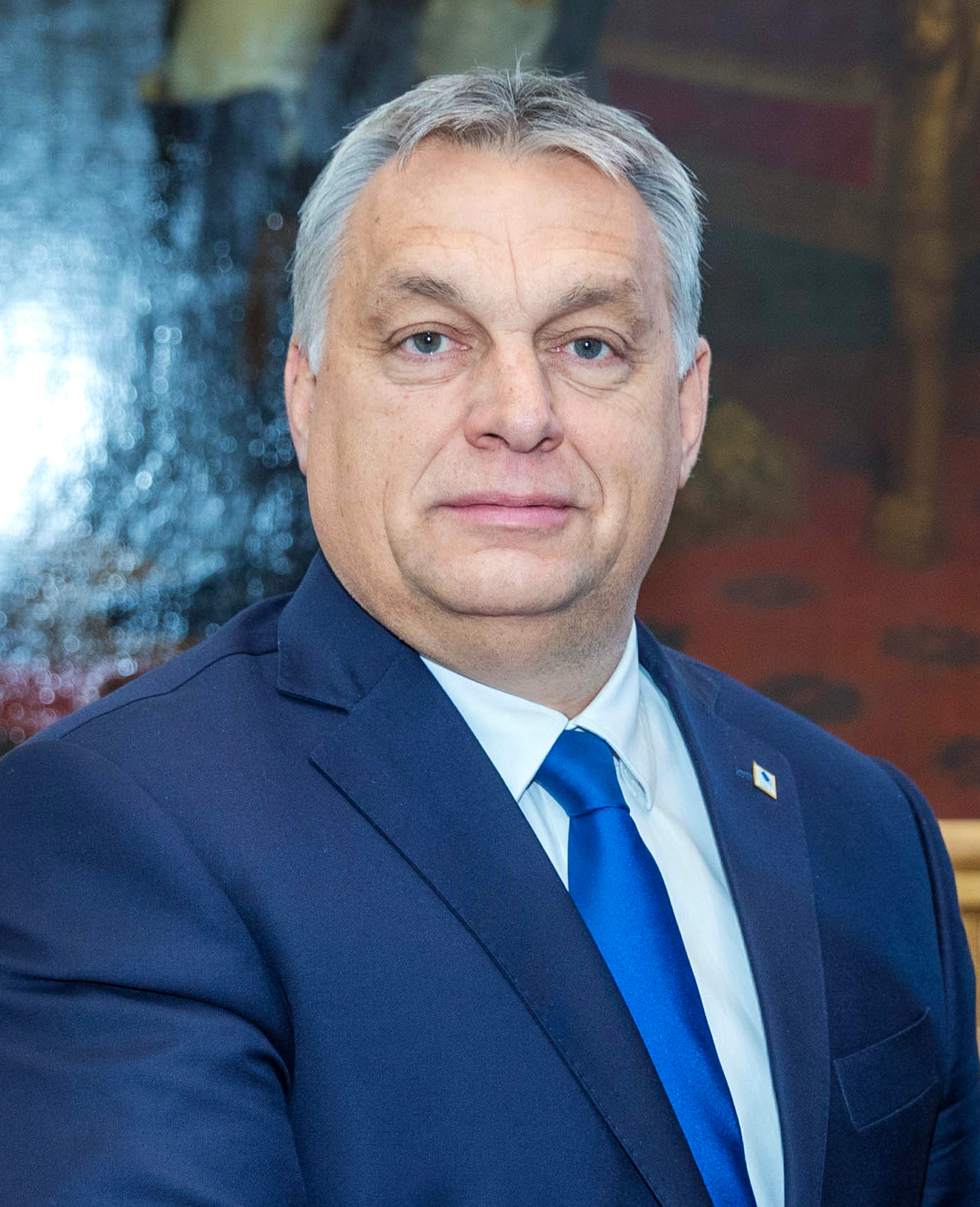
Viktor Orbán en 2018.

Steven Levitsky y Daniel Ziblatt consideran a la Hungría de Viktor Orbán como el modelo de construcción de una autocracia a través de las «tácticas constitucionales duras» (constitutional hardball, literalmente 'mano dura constitucional'). Viktor Orbán, un dirigente estudiantil que encabezó la oposición a la dictadura comunista y que entre 1998 y 2002 fue primer ministro definiéndose como «liberal» y más adelante como democristiano, dio un giro ideológico y adoptó una posición ultraconservadora y etnonacionalista tras perder las elecciones parlamentarias de 2002. Ocho años después su partido, Fidesz, ganó elecciones por una amplísima mayoría y Orbán volvió a ocupar el cargo de primer ministro de Hungría. A partir de ese momento comenzó a erosionar la democracia húngara. Demostraría que «un país podía demoler la democracia liberal sin dejar de ser miembro de pleno derecho de la Unión Europea» y sin ni siquiera fingir que Hungría era un Estado liberal. Orbán decía que era una «democracia iliberal».
Lo primero que hizo Orbán fue modificar la Constitución, aprovechando que contaba con la mayoría cualificada requerida de dos tercios de los diputados del parlamento (esa abrumadora mayoría la había conseguido gracias al sistema electoral mayoritario establecido en el país ya que el Fidesz en realidad no había superado el 53% de los votos).  La reforma constitucional había sido adelantada en el manifiesto titulado Haya paz, libertad y concordia, publicado dos meses después de ganar las elecciones. En él se decía que Hungría iba a recuperar «el derecho y la capacidad para autodeterminarse» y que con las elecciones había nacido un «nuevo pacto social con el cual los húngaros han decidido fundar un nuevo sistema, el Sistema de la Cooperación Nacional centrado en trabajo, casa, familia, salud y orden». Los cambios introducidos en la Constitución entraron en vigor en enero de 2012. Uno de ellos fue eliminar la palabra «República» del nombre del país para pasar a denominarse solo «Hungría»; otro, restringir el concepto de familia a la unión conyugal de un hombre y de una mujer; un tercero, remarcar las raíces cristianas del país. Posiblemente el cambio más importantes fue la modificación del sistema para elegir a los magistrados del Tribunal Constitucional: el mecanismo multipartidista establecido hasta entonces fue sustituido por otro que le permitía al Fidesz usar la mayoría cualificada para nombrar a los jueces de manera unilateral y además se amplió su número de once a quince miembros, y los cuatro nuevos fueron ocupados por candidatos afines al Fidesz.También se redujo el poder del Tribunal Constitucional, impidiéndole controlar y sancionar las decisiones del gobierno.
Luego Orbán se ocupó de cercenar la independencia del poder judicial para lo que se sirvió de una ley específica (un claro ejemplo de lawfare, uno de los instrumentos del constitutional hardball) para apartar de la presidencia del Tribunal Supremo al reconocido jurista András Baka (la ley establecía que para ser presidente del Tribunal Supremo se requerían cinco años de trabajo judicial en Hungría, pero Baka no los tenía porque había sido durante diecisiete años magistrado en el Tribunal Europeo de Derechos Humanos). A esa ley le siguió otra (un nuevo ejemplo de lawfare) por la que se rebajaba la edad de jubilación de los jueces de los setenta a los sesenta y dos años, por lo que 274 magistrados fueron obligados a jubilarse (la ley sería revocada por las presiones de la Unión Europea, de la que Hungría era miembro desde 2004, pero muchos de los jueces retirados no volvieron a sus puestos). Tras estas medidas el poder judicial en Hungría pasó a estar controlado por Orbán. Así lo manifestó un antiguo magistrado del Tribunal Constitucional: Orbán había dado «un golpe inconstitucional disfrazado de constitucionalidad, empleando fórmulas constitucionales». Además la presidencia de la Oficina Nacional de Justicia, encargada de supervisar los nombramientos de jueces y magistrados, pasó a estar ocupada por la esposa de un amigo íntimo de Orbán. Y en 2018 se creó un sistema paralelo de tribunales administrativos controlado directamente por el ministro de Justicia.

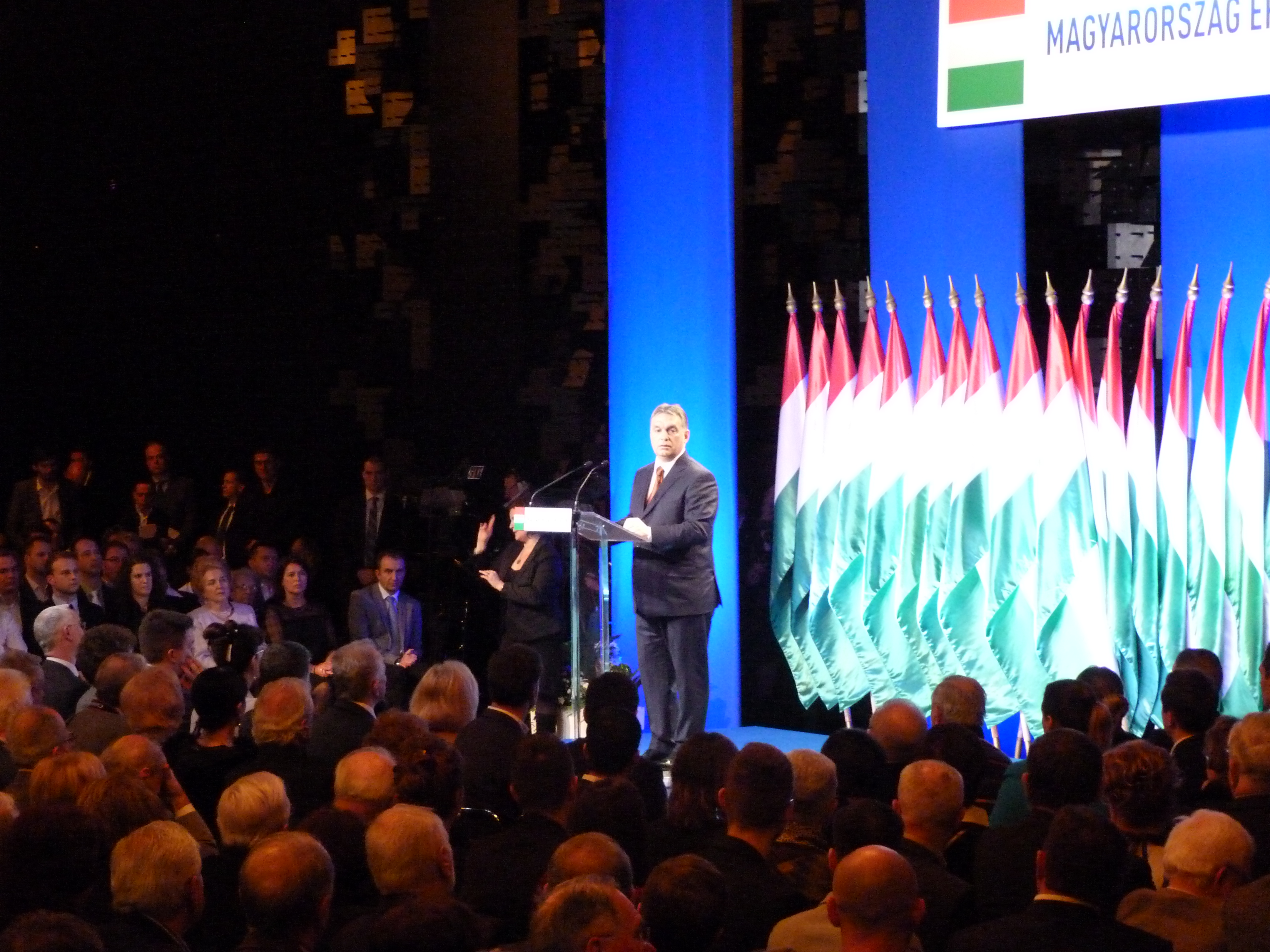
Viktor Orbán pronunciando un discurso en Budapest en 2015.

Orbán también recurrió a las vías «legales» para controlar los medios de comunicación. La radio y la televisión públicas, integradas en la MTVA, dejaron de ser pluralistas y pasaron a ser un instrumento de propaganda del gobierno y de Fidesz (más de mil empleados fueron despedidos, entre los que se encontraban reputados periodistas y editores, y fueron sustituidos por personas fieles). En cuanto a los medios privados Orbán recurrió a empresarios amigos para que los compraran y pasaran a ser medios favorables al gobierno. El caso más extremo fue el del diario Népszabadság, el principal periódico de la oposición, que nada más comprarlo dejó de publicarse. Además se creó un Consejo Mediático, copado por los partidarios del Fidesz, para que se ocupara del cumplimiento de las leyes y regulaciones establecidas —una de las leyes aprobadas prohibía el periodismo «insultante» o contrario a la «moralidad pública»—. Este organismo impuso cuantiosas multas y no renovó licencias de emisión, como la de la progresista Klubrádió, por supuestos incumplimientos de las normas —según el director de Klubrádió las supuestas infracciones incluían no haber rellenado correctamente un formulario o informar de que uno de sus programas duraba cuarenta y cinco minutos cuando, en realidad, eran cincuenta—. Un estudio demostró que en 2017 el 90 por ciento de los medios húngaros estaba en manos del gobierno de Orbán o de empresarios afines y que el 80 por ciento de los televidentes y oyentes radiofónicos solo recibían información procedente de estos medios. Muchos de estos medios formaron en 2018 el holding Kesma que controla el 90 % del mercado. En sus estatutos Kesma destaca la importancia de la promoción de «los valores cristianos y nacionales» y la preservación de «la identidad húngara y centroeuropea».
Asimismo recurrió a las «técnicas constitucionales duras» para controlar las elecciones. Primero nombró a funcionarios afines para los puestos de la Comisión Electoral que hasta 2010 eran nombrados por consenso entre todos los partidos. Después la Comisión redefinió los distritos electorales en beneficio de Fidesz (sobrerrepresentando a las zonas rurales y a las ciudades pequeñas, donde el partido tenía sus mayores apoyos). Gracias a esta operación de gerrymandering en las siguientes elecciones parlamentarias celebradas en 2014 el Fidesz mantuvo los dos tercios de los escaños a pesar de que sus votos habían caído del 53 al 45 por ciento. Lo mismo ocurrió en las dos elecciones siguientes, las de 2018 y las de 2022. Previamente había aplicado de nuevo el lawfare al prohibir la inclusión de anuncios de campaña en los medios comerciales. La medida afectaba a todos los partidos pero en la práctica limitaba de forma severa que los mensajes de la oposición llegaran a los votantes, mientas que el Fidesz disfrutaba del cuasi monopolio de los medios de comunicación públicos y privados. Por ejemplo, en las elecciones de abril de 2022, el candidato de la oposición, Márky-Zay, solo dispuso de cinco minutos en la campaña electoral para explicar su programa.
Otra medida para asegurar el resultado electoral fue aumentar el cuerpo de votantes concediendo la ciudadanía a los húngaros étnicos que vivían en los estados vecinos de Eslovaquia y de Rumania —también de Ucrania, Serbia, Croacia y Eslovenia— y permitiéndoles votar por correo (eran dos millones de personas de las que cerca de medio millón ejercieron ese derecho, votando en su inmensa mayoría al Fidesz). En cambio los húngaros que vivían en Occidente solo podía votar en persona en los consulados. Asimismo se redujo el número de diputados del parlamento unicameral, que pasaron de 386 a 199. Además, desde el poder se han creado partidos fantasma con nombres similares a los de la oposición para confundir a los votantes y se ha recurrido al llamado «turismo electoral» gracias a una ley que permite a los votantes registrarse en cualquier parte del país. El «turismo electoral» consiste en trasladar votantes del Fidesz de colegios electorales seguros a otros donde la oposición tenía posibilidades de ganar, a lo que hay que añadir «la vasta red clientelar creada por Orbán con centenares de millares de empleos, a cambio de los cuales se pide explícitamente el voto para el partido del gobierno», y «la omnipresencia de la propaganda favorable al gobierno» en las redes sociales, ha señalado Steven Forti.

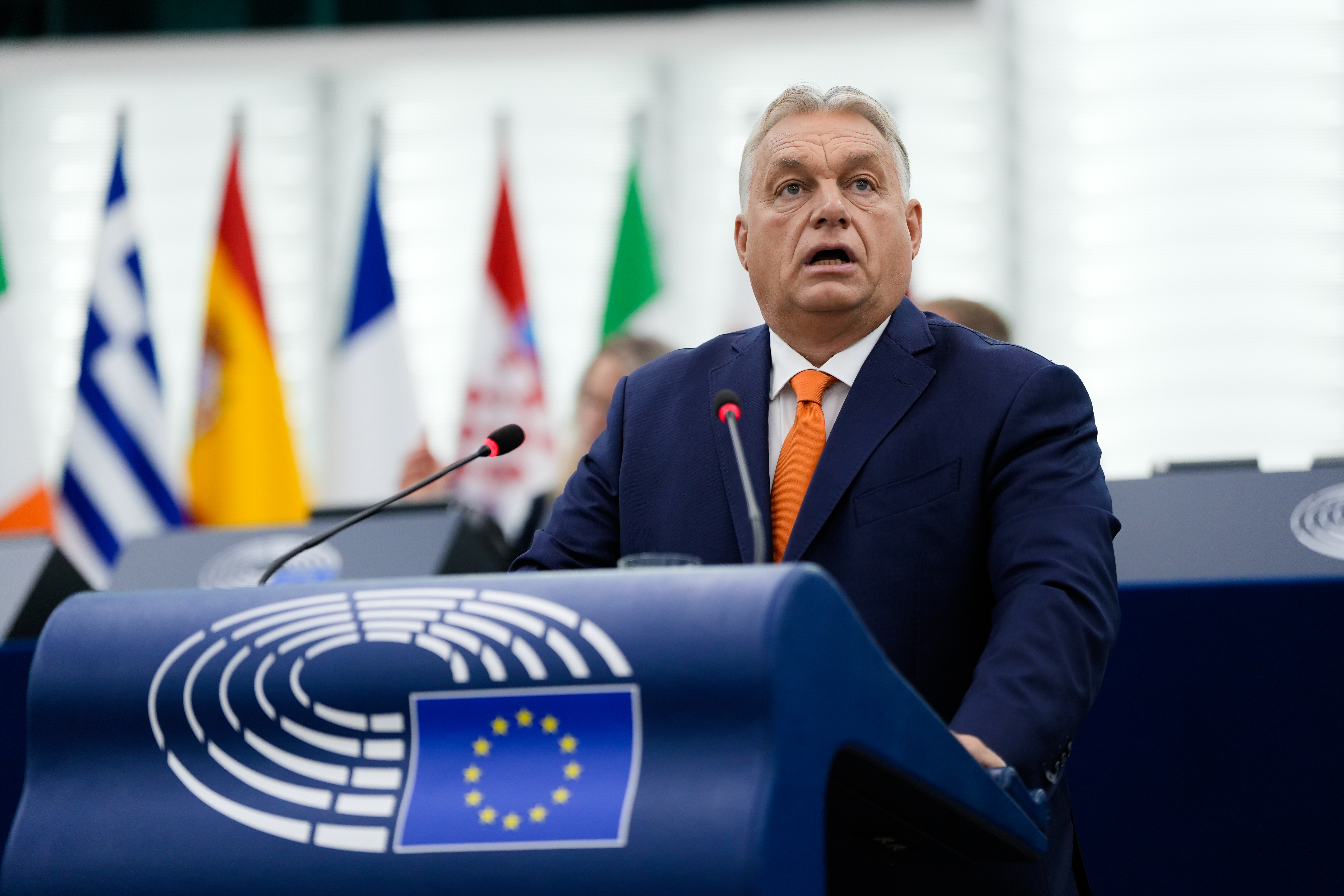
Viktor Orbán dirigiéndose a los diputados del Parlamento Europeo en octubre de 2024 con motivo del debate sobre la presidencia rotativa de la Unión Europea que en el segundo semestre de ese año le había correspondido a Hungría.

En cuanto a los derechos y libertades el parlamento húngaro, con mayoría absoluta del Fidesz, aprobó en 2021 una ley, copiada de Rusia, que restringía la «propaganda LGTBIQ+», y en la que se equiparaba la homosexualidad con la pornografía, se prohibía hablar de homosexualidad en las escuelas y se ordenaba precintar las novelas de ficción con personajes LGTBIQ+ de las bibliotecas, que sólo podían estar en la sección para adultos. Orbán también se ha preocupado en controlar las universidades y los centros de investigación, poniendo al frente de los mismos a fundaciones cuyos directivos son nombrados por el gobierno, y prohibiendo las instituciones académicas críticas, como la Central European University, fundada por George Soros, que se vio obligada a trasladar su sede de Budapest a Viena.
En conclusión, según Levitsky y Ziblatt, «Viktor Orbán logró un hazaña extraordinaria: no solamente hundió una democracia plena, sino que lo hizo de modo casi completamente legal. No hubo un baño de sangre, ni detenciones masivas, ni presos políticos o exiliados. Todavía así, como expresó Gordon Bajnai [ex primer ministro húngaro], "la columna vertebral de la democracia húngara se ha ido rompiendo sistemáticamente, vértebra por vértebra"». «Hungría siguió perteneciendo a la Unión Europea, pero dejó de ser una democracia», ha señalado el historiador británico Timothy Garton Ash. «Fidesz neutralizó uno tras otro los controles y equilibrios de la democracia liberal: el Poder Judicial, la Fiscalía General del Estado, la Administración Fiscal, la Oficina Nacional de Auditoría, la Comisión Electoral, los medios de comunicación de servicio público», añade Ash.
Con motivo de la conmemoración de sexagésimo quinto aniversario de la Revolución húngara de 1956 Orbán pronunció un discurso el 23 de octubre de 2021 ante una multitud congregada en la avenida Andrássy de Budapest en el que tergiversando la historia, entre otras cosas equiparó a la Unión Europea con la Unión Soviética:

Hoy en día las palabras y los actos de Bruselas hacia los polacos y hacia nosotros son como los que suelen reservarse para el enemigo. Tenemos una sensación de dejà vu, pues por toda Europa oímos ecos de la doctrina Brézhnev.[...] 
 [Los líderes de la oposición] dicen abiertamentamente que para recuperar el poder se asociarían incluso con el demonio. Su propósito es arrancar el país de las manos de la Virgen María para ponerlo a los pies de Bruselas.